# Nationalpark Calanques
Der Nationalpark Calanques (französisch Parc national des Calanques) ist einer von elf Nationalparks von Frankreich. Der Park liegt am Mittelmeer zwischen den Städten Marseille und La Ciotat, wobei die dazwischen liegende Kleinstadt Cassis nicht dem Park angehört. Knapp ein Fünftel der Fläche des Nationalparks (85 Quadratkilometer) ist terrestrisch und vier Fünftel (435 Quadratkilometer) sind maritim, d. h. sie liegen im südlich angrenzenden Mittelmeer. Der Park erstreckt sich über mehrere Küstenmassive aus Kalkstein- und Konglomerat-Klippen, Buchten (Calanque genannt) sowie kleinen Inseln mit relativ unberührten Ökosystemen und einer artenreichen Flora und Fauna. Zum Schutz des einzigartigen Ökosystems müssen im Nationalpark industrielle Altlasten aus dem 19. und 20. Jahrhundert trotz erster großer Erfolge weiter entsorgt und eingedämmt werden. Weiter strebt die Parkverwaltung eine Verringerung der Umweltbelastung des Meeres mit Industrie- und Zivilisationsabwässern unter geltenden Normen an.
Beschreibung des Massif des Calanques→ siehe Hauptartikel Calanques

## Lagebedingtes Merkmal des Nationalparks
Um die einzigartige Natur des Küstenstreifens der Calanques zu schützen, wurde im Jahre 2012 der Nationalpark Calanques (Parc National des Calanques) gegründet. Im Westen des Parks reichen die Vororte von Marseille bis in die schroffe Küstenlandschaft hinein. Diese bildet eine ökologisch wertvolle Zone, die sich bis La Ciotat hinzieht. Ein Naturschutzgebiet in direkter Nachbarschaft zu einer Großstadt zu gründen, ist eine Herausforderung für alle Beteiligten: die Parkverwaltung, die angrenzenden Gemeinden, die Politik, aber auch für den Wirtschaftsstandort und die betroffenen Bürger. Mit dem Nationalpark soll die einzigartige terrestrische und maritime Tier- und Pflanzenwelt geschützt werden, gleichzeitig sollen die Calanques aber auch als Erholungsgebiet für Anwohner und Touristen zur Verfügung stehen.

## Die drei Zonen des Parks

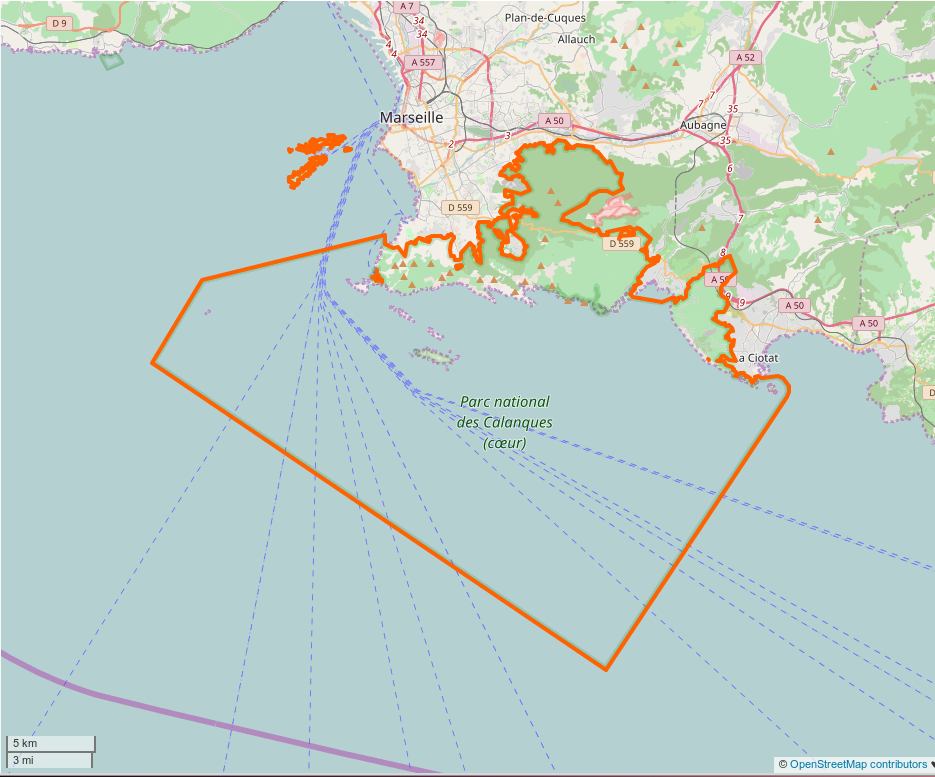
Der Nationalparks Calanques (mit maritimen Teil)

Das Kerngebiet ist das Herzstück des Parks. Es ist sein am stärksten geschützter Teil, für den besondere Vorschriften gelten. Neben dem terrestrischen Kerngebiet verfügt der Nationalpark Calanques auch über ein marines Kerngebiet, das 84 % der gesamten Fläche des Kerngebiets ausmacht. Das terrestrische Herzstück des Parks bildet das rund 20 Kilometer lange Massif des Calanques zwischen Marseille und Cassis, das nördlich davon liegende Massif de Saint-Cyr sowie das weiter südöstlich von Cassis gelegene Massif de Cap Canaille bis hin zum Cap de l' Aigle bei La Ciotat. Dazu kommen die Inseln des Frioul-Archipels und des Riou-Archipels sowie die Île Verte.
Das terrestrische Beitrittsgebiet umgibt das Kerngebiet, in welchem sich die Gemeinden freiwillig dazu verpflichten, seine ökologische und nachhaltige Entwicklung zu fördern, worin sie vom Nationalpark unterstützt werden. Im Nationalpark Calanques haben sich die Gemeinden Marseille, Cassis und La Penne-sur-Huveaune dafür entschieden, sich diesem Gebiet anzuschließen. Sie bilden somit das Beitrittsgebiet des Nationalparks, das durch den Erlass der Präfektur vom 19. September 2012 bestätigt wurde.
Für das maritime Beitrittsgebiet gelten ebenfalls die Leitlinien der nachhaltigen Entwicklung, die Gemeinden haben sich jedoch noch nicht verpflichtet, ihm beizutreten.
Eine Karte auf der Internet-Seite des Parks zeigt die verschiedenen Schutzzonen.

## Die Aufgaben des Parks
Der Nationalpark des Calanques ist eine öffentliche Einrichtung. Das Kerngebiet des Parks sowie das terrestrische und maritime Beitrittsgebiet werden durch diese geschützt und verwaltet. In Zusammenarbeit mit den Akteuren des Gebiets setzt die Einrichtung die Charta des Nationalparks um und schreibt sie fort. Hierbei handelt es sich um ein gemeinsames Gebietsprojekt, dessen Hauptziele darin bestehen
- den Schutz des natürlichen, landschaftlichen und kulturellen Erbes zu gewährleisten,
- den Charakter der Orte und insbesondere ihre Ruhe zu bewahren, was der Tierwelt, aber auch den Bewohnern, Nutzern und Besuchern zugutekommt,
- zum Wissen beizutragen, um den großen Herausforderungen des Mittelmeerraums (an Land und im Meer in einem stadtnahen Kontext) gerecht zu werden,
- die Besucher im Parkgebiet anzuleiten und das Wissen über den Reichtum und die Anfälligkeit des Land- und Meereserbes weiterzugeben,
- die menschlichen Aktivitäten im Nationalpark zu kontrollieren und die Einhaltung der Vorschriften durchzusetzen,
- zur nachhaltigen Entwicklung und zum Bekanntheitsgrad des Gebiets beizutragen.[1]

Die Erreichung dieser Ziele beruht vor allem auf Managementmaßnahmen. Diese betreffen beispielsweise die Gestaltung und Pflege der Umwelt, die Erarbeitung und Durchsetzung spezifischer Vorschriften, welche die Nutzung des Parks einschränken, sowie die Sensibilisierung der Besucher.

## Sozio-ökologischer Ansatz der Entwicklung des Nationalparks
Der Nationalpark Calanques umfasst Land- und Meeresgebiete und steht in engem Kontakt mit einer großen, urbanen Mittelmeermetropole. Die verschiedenen Räume des Nationalparks werden als Teil eines einzigen Ganzen behandelt, in dem Biodiversität und Gesellschaft in einem sozio-ökologischen System interagieren.
Angesichts der Vielseitigkeit der Landschaften, der Vielfalt von Fauna und Flora sowie der Vielzahl schützenswerter, aber auch gefährdender historischer Relikte wurde eine Strategie entwickelt, welche eine Priorisierung der Aufgaben des Nationalparks und deren Umsetzung vorgibt. Diese Strategie wurde in einem Dokument niedergelegt, das die Forschung zu den wichtigsten Wissensfragen im Gebiet des Nationalparks lenkt. Die wissenschaftliche Strategie wurde im wissenschaftlichen Rat und in Workshops mit der Arbeitsgemeinschaft des Nationalparks entwickelt. Sie äußert sich konkret in einer Reihe von multidisziplinären Studien, die vor Ort durchgeführt werden. Diese Studien ergänzen sich gegenseitig und sind mit den Managementzielen des Gebiets verknüpft.
Durch den sozio-ökologischen Ansatz berücksichtigt die wissenschaftliche Strategie sowohl die Werte des natürlichen und kulturellen Erbes als auch die menschlichen Aktivitäten im Parkgebiet und deren Auswirkungen auf die Ökosysteme. Sie identifiziert Abhängigkeiten zwischen biologischem und kulturellem Erbe sowie gesellschaftlichen und wirtschaftlichen Akteuren. Sie ermöglicht letztendlich, die Entwicklungspolitik des Nationalparks und seiner Nachbargebiete durch Objektivität, Distanz und Unabhängigkeit zu lenken.

## Zutrittsbeschränkungen
Für den Nationalpark Calanques sind spezifische Zutrittsbeschränkungen erlassen. Wegen Brandgefahr kann der Zutritt zum Park vom 1. Juni bis zum 30. September reglementiert werden. Je nach Wetterlage kann diese Periode per Erlass der Präfektur variieren. Die Brandgefahr ist abhängig von der Temperatur, den Niederschlägen, der Windstärke, der Feuchtigkeit der Vegetation und der Sonneneinstrahlung und wird von der Präfektur auf der Grundlage der Wettervorhersagen festgelegt. Aktuelle Beschränkungen werden im Internet veröffentlicht.
Die Route-Gaston-Rébuffat von der D559, die sogenannte Route de la Gineste über das Col de Gardiole Richtung Calanque d'En-Vau sowie die Route-du-Cap-Croisette sind definitiv für den Verkehr geschlossen. Die Route des Crêtes auf das Massif du Cap Canaille kann zwischen dem 1. Juni und dem 30. September bei Brandgefahr geschlossen werden. Die Straßen zu den Calanques von Sormiou, Morgiou und Callelongue sind an folgenden Tagen von 7:00 bis 19:00 Uhr für den motorisierten Verkehr gesperrt:
- während der französischen Osterferien,
- im Mai an allen Wochenenden (Samstag und Sonntag), Feiertagen (1. Mai, 8. Mai) sowie den Brückentagen an Himmelfahrt und Pfingsten,
- täglich vom 3. Juni bis einschließlich 1. Oktober.

## Geologie und die Entstehung der Calanques
Die Geologie des Parks und die Entstehung der Calamques sind im Hauptartikel Calanques unter Entstehung der Calanques beschrieben.

## Hydrologie
Der Wasserhaushalt des Nationalparks ist im Hauptartikel Calanques unter Hydrologie beschrieben.

## Klima
Im Nationalpark herrscht ein gemäßigtes Mittelmeerklima mit heißen und trockenen Sommern (Csa nach der Klassifikation von Köppen-Geiger). Als Beispiel für das Klima in Küstennähe liegt in der Calanque de Port-Miou, über das Jahr gemittelt, die Durchschnittstemperatur bei 15,1 °C und die Niederschlagsmenge bei 439,2 mm. Die Auswirkung der geringen Niederschlagsmenge an den Küsten auf die Pflanzenwelt wird noch verstärkt durch die selbst in den kalten Jahreszeiten hohen Verdunstungsraten. Im Winter sind Kälteperioden selten und die Hitze des Sommers wird durch die Reflexion des Lichts an den weißen Felsen noch intensiver. Im Landesinneren, etwa 5 km weiter nördlich der Calanque de Port-Miou, an der Wetterstation von Méteo-France in Carnoux-en-Provence, ist die jährliche Durchschnittstemperatur mit 15,0 °C praktisch identisch, der jährliche Niederschlag mit 632,4 mm aber deutlich höher als an der Küste. Dieser Trend wird an der Messstelle „Cassis“ bestätigt, die westlich der Stadt auf der Hochebene des Massif des Calanques liegt. Für die Periode 1981 bis 2010 wurden hier Durchschnittswerte von 622 mm Niederschlag und eine Lufttemperatur von 15,1 °C gemessen.
|                        | Jan  | Feb  | Mär  | Apr  | Mai  | Jun  | Jul  | Aug  | Sep  | Okt  | Nov   | Dez  |   |       |
| Mittl. Temperatur (°C) | 7,3  | 7,5  | 10,5 | 13,6 | 16,6 | 21,0 | 23,6 | 23,5 | 20,0 | 16,0 | 11,6  | 8,5  | ⌀ | 15    |
| Mittl. Tagesmax. (°C)  | 10,3 | 10,7 | 14,0 | 17,2 | 20,5 | 25,5 | 28,0 | 27,7 | 23,9 | 19,3 | 14,2  | 11,1 | ⌀ | 18,6  |
| Mittl. Tagesmin. (°C)  | 4,7  | 4,3  | 7,1  | 10,0 | 12,7 | 16,8 | 19,3 | 19,3 | 16,2 | 12,7 | 8,9   | 5,9  | ⌀ | 11,5  |
|                        |      |      |      |      |      |      |      |      |      |      |       |      |   |       |
| Niederschlag (mm)      | 53,4 | 43,3 | 49,1 | 59,6 | 64,5 | 28,5 | 14,5 | 15,1 | 35,7 | 96,0 | 114,1 | 58,6 | Σ | 632,4 |

| 4,7 |

| 4,3 |

| 7,1 |

| 10,0 |

| 12,7 |

| 16,8 |

| 19,3 |

| 19,3 |

| 16,2 |

| 12,7 |

| 8,9 |

| 5,9 |

| 4,7 |

| 4,3 |

| 7,1 |

| 10,0 |

| 12,7 |

| 16,8 |

| 19,3 |

| 19,3 |

| 16,2 |

| 12,7 |

| 8,9 |

| 5,9 |

| N i e d e r s c h l a g | 53,4 | 43,3 | 49,1 | 59,6 | 64,5 | 28,5 | 14,5 | 15,1 | 35,7 | 96,0 | 114,1 | 58,6 |
|                         | Jan  | Feb  | Mär  | Apr  | Mai  | Jun  | Jul  | Aug  | Sep  | Okt  | Nov   | Dez  |

## Geschichte
Die Geschichte der Calanques ist eng mit der Geschichte Marseilles verbunden: siehe → Hauptartikel Marseille.

### Urgeschichte

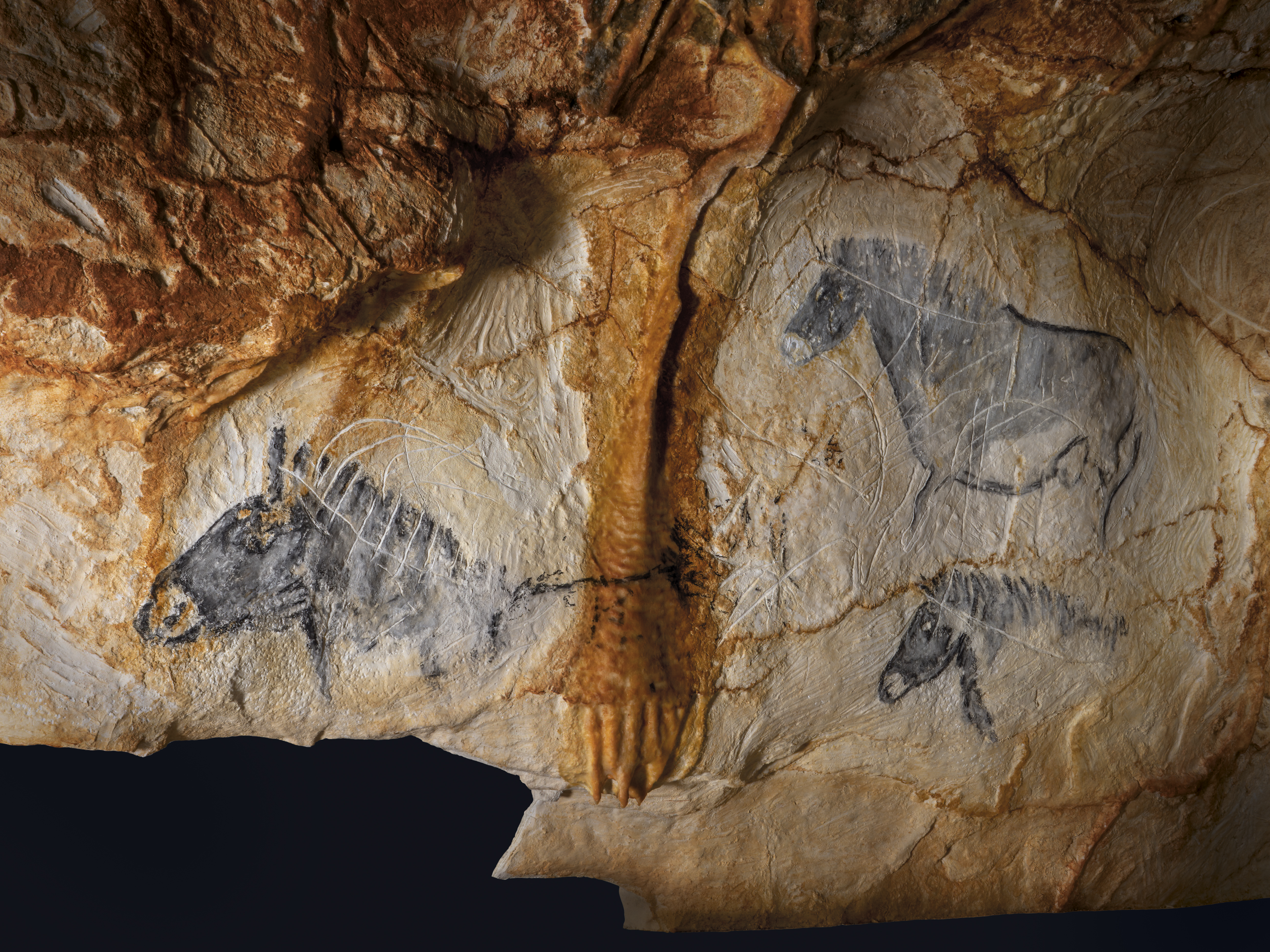
Wildpferde in der Cosquer-Höhle

Die Anwesenheit von Menschen an der heutigen Küste von Marseille, von der Altsteinzeit vor etwa 400.000 Jahren bis zur Jungsteinzeit vor etwa 4000 Jahren, ist gesichert. Die Grotte des Trémies zeigt die ältesten menschlichen Spuren in den Calanques, die der Kultur des Neandertalers zugeordnet werden, nämlich eine vor-moustériensche Feuerstelle (wahrscheinlich vor 300.000 Jahren) mit Siedlungsspuren, Feuerstein und Werkzeugen, die in kleinen Splittern geschliffen wurden.
In der Cosquer-Höhle befinden sich 27.000 Jahre alte negative Handabdrücke. Spätere Malereien und Skulpturen sowie einige Werkzeuge (Lampe) sind etwa 18.000 Jahre alt (Solutréen). Vor etwa 9000 Jahren wurde der Höhleneingang nach der Würm-Kaltzeit durch den Anstieg des Meeresspiegels des Mittelmeers unzugänglich.
Weiteres prähistorisches Erbe der Calanques stammt aus der Jungsteinzeit, d. h. aus der Zeit zwischen 6000 und 1800 v. Chr. Im Massif de Marseilleveyre konzentrieren sich zahlreiche Stätten, die in dieser frühen Zeit besiedelt waren und bereits im 19. Jahrhundert erforscht wurden. Die Grotte Rolland war die erste Höhle, die 1805 ausgegraben wurde. Man hoffte, nach damaliger Vorstellung, dort Überreste von Menschen zu finden, die vor der Sintflut lebten. Hier wurde auch der Begriff der Vorgeschichte geboren. Jacques Boucher de Perthes, ein Gelehrter der damaligen Zeit, entdeckte hier Spuren früher menschlicher Besiedlung.
Auch bei La Ciotat ist die menschliche Besiedlung mindestens seit dem späten Neolithikum archäologisch belegt, also für ein Alter zwischen 3000 und 2000 v. Chr. Unter den Felsabbrüchen des Cap Canaille zeugen Spuren in der Höhle von Elianac von einer langen Besiedlung von der Jungsteinzeit bis zur Bronzezeit mit Funden von Feuerstein, Pfeilspitzen, Keramik, Feuerstellen, Menschen- und Tierknochen.
Eine Karte auf der Internet-Seite des Parks zeigt die Lage von prähistorischen Fundstätten.

### Antike
Vor der Ankunft der Phokäer wurde die Region vom Stamm der Segobrige (in Latein Segobrigii) aus dem Volk der Ligurer besiedelt. Ruinen belegen ihre Anwesenheit im 1. Jahrtausend v. Chr. am Rande des Nationalparks, z. B. durch das Oppidum Baou Redoun und Baou de Saint-Marcel. Archäologische Funde belegen auch, dass die Insel Riou von ligurischen und etruskischen Seefahrern besucht wurde.
Mit den Fischerei- und Handelsaktivitäten des antiken Hafens von Marseille (gegründet um 600 v. Chr.) fuhren zahlreiche Schiffe an den Küsten der Calanques entlang, wie antike Schiffswracks, die an der Küste gefunden wurden, belegen. Steinbrüche wurden für den Bau von römischen Straßen und Gebäuden genutzt, wie z. B. die Steinbrüche am Port-Miou für die Gewinnung des Steins von Cassis. Einige Täler wurden zu landwirtschaftlichen Betrieben umgestaltet, die hauptsächlich Getreide, aber auch Obst, Öl (Oliven) und Wein lieferten.
Fischfang und die Korallenbearbeitung wurden bereits in der Antike nachgewiesen und im Mittelalter fortgesetzt. Die Wanderfalken der Insel Riou wurden gefangen, um sie für die Falkenjagd weiterzuverkaufen.

### Mittelalter bis zur Neuzeit

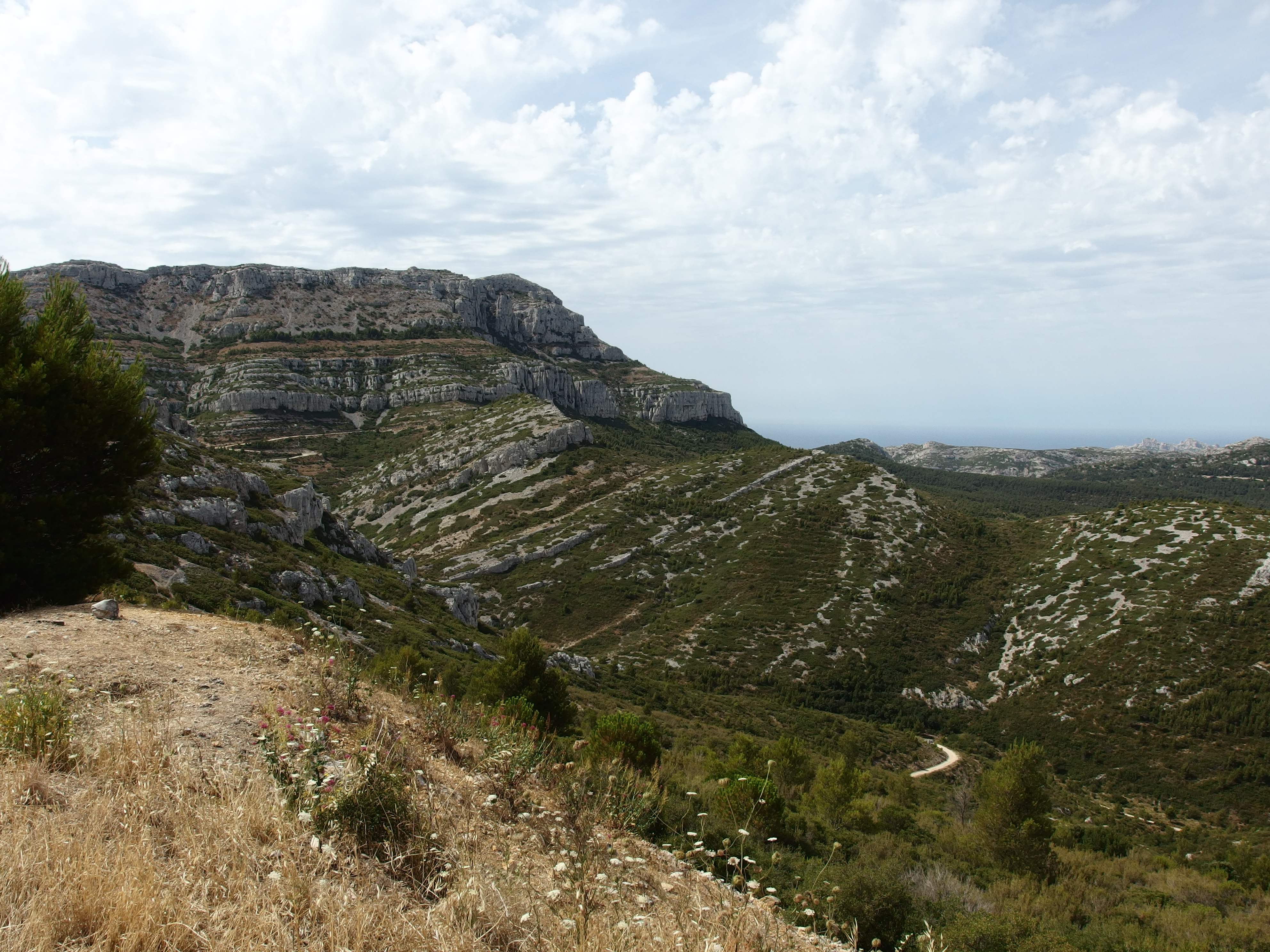
Blick von der Route des Crêtes auf aufgelassene Terrassen

Von der Antike bis zur Neuzeit wurden die Calanques hauptsächlich für landwirtschaftliche Zwecke genutzt (Ackerbau und Weidewirtschaft). Bedeutende landwirtschaftliche Gebiete (wie Luminy) reichen möglicherweise bis zur Antike zurück. Hier wurden Getreide, trockenheitsverträgliches Gemüse wie Erbsen, Mandeln und Oliven sowie Wein angebaut. Bis in das 19. Jahrhundert war das Wasser in den Calanques knapp. Auf Terrassen aus Trockensteinmauern, den sogenannten „Restanques“, die noch heute an den Hängen von Sainte-Frétouse zu sehen sind, wurden hauptsächlich Pflanzen angebaut, die an das trockene Klima angepasst sind: Oliven-, Feigen- und Mandelbäume, Kichererbsen, Linsen und Wein. Einige Bauernhöfe zeugen noch heute von dieser Tätigkeit, wie diejenigen in Carpiagne und La Gardiole.
Seit der Antike werden auch Schafe und Ziegen gezüchtet. Zahlreiche Viehzüchter weideten ihre Herden auf dem Festland und auf der Insel Riou (auch „Ziegeninsel“ genannt). Die mit „Baouque“, Schafgras (Brachypodium arbuscula), bedeckten Weideflächen sind zu karg, um Großvieh zu halten, reichen aber für kleine Wiederkäuer aus, die Fleisch, Wolle und Milch liefern. Arthur Schopenhauers Mutter bestätigte dies Anfang des 19. Jahrhunderts: „Rindfleisch ist selten und Kalbfleisch noch seltener, weil es für diese Tiere um Marseille herum keine Weide gibt. Man muss sich mit dem Fleisch von jungen Ziegen, Lämmern und Schafen begnügen, die auf den mit aromatischen Kräutern bewachsenen Felsen wunderbar gedeihen“.
Die extensive Weidewirtschaft trug zur Entwaldung des Massivs und der Inseln bei. Brennholz zum Heizen, Kochen und zur Holzkohle-Herstellung wurde gesammelt und Waldflächen wurden in Brand gesetzt, um neue Weideflächen zu erhalten. Im 17. Jahrhundert erließen schließlich die Behörden Gesetze, um die Holznutzung und den Anbau von Olivenbäumen und Wein zu schützen. Émile Zola schrieb über diese Landschaft: „Das Land ist herrlich. Sie würden es vielleicht als trocken und trostlos empfinden. Aber ich bin auf diesen Felsen und in diesen Heidelandschaften aufgewachsen, sodass ich zu Tränen gerührt bin, wenn ich sie wieder sehe“.

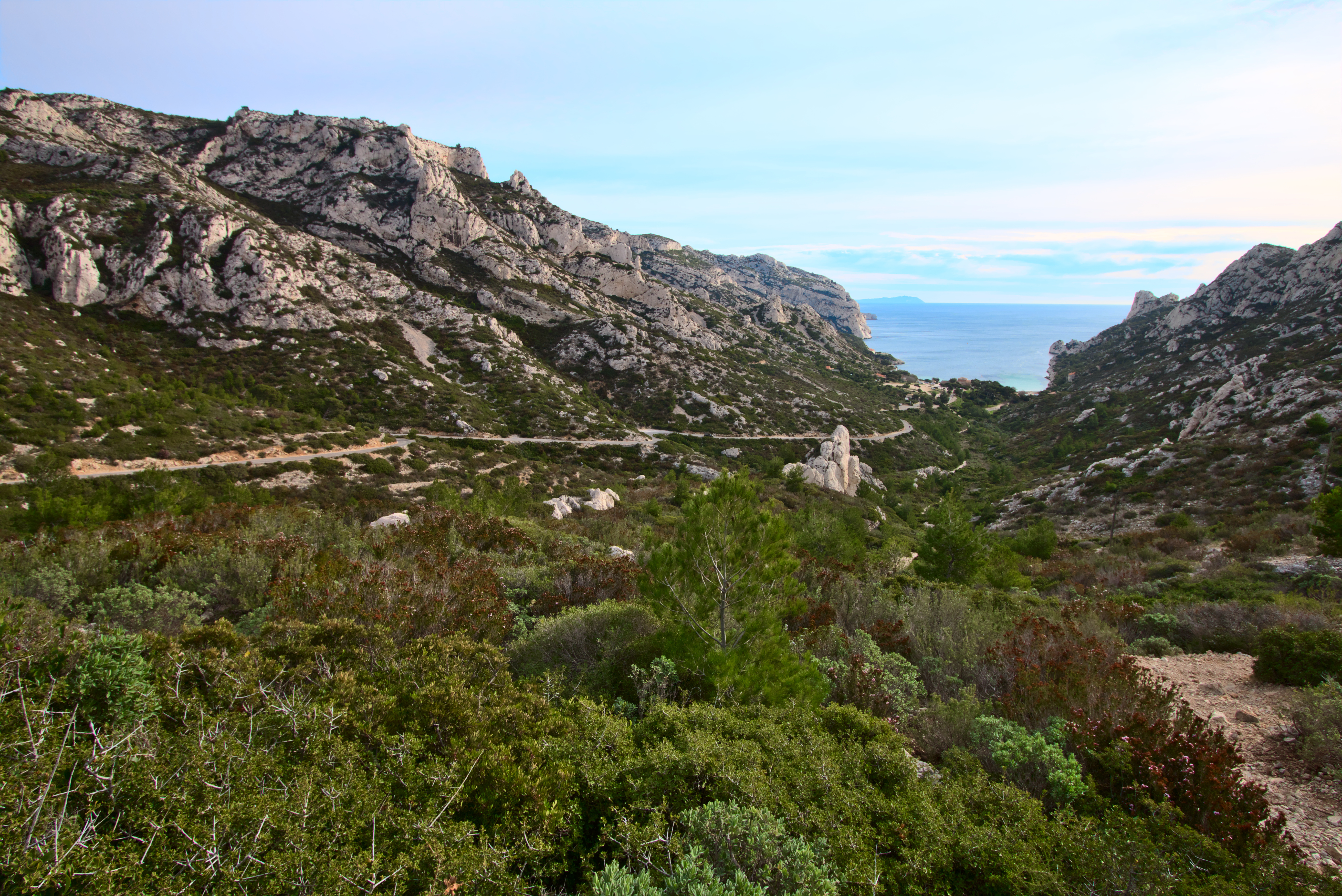
Typische Garrigue-Landschaft am Col de Sormiou

Um Marseille mit Frischwasser zu versorgen, wurden von 1839 bis 1854 der Canal de Marseille und die dazugehörigen Wasserspeicher gebaut. Dies ermöglichte auch den Gemüseanbau in tiefer gelegenen Landstrichen. Weinanbau und die Schafgrasweiden der Calanques wurden aufgegeben. Heute gibt es nur noch Gestrüpp (Garrigue) an den sonnigen Hängen, die einst für den Weinbau geeignet waren. Dasselbe Schicksal ereilte die Viehzucht. Ziegen und Schafe verschwanden im 19. Jahrhundert nach und nach, nachdem sie vorher die Vegetation der Calanques weitgehend umgestaltet hatten.

## Militäranlagen im Nationalpark
Der Nationalpark ist für die Erhaltung historischer Stätten im Parkgebiet verantwortlich, so auch für die sich dort befindenden Militäranlagen. Die Militärgeschichte der Calanques könnte mit Julius Cäsar beginnen, der im Jahr 49 v. Chr. Marseille belagerte. Der Namen der Île de Frioul, die vor Marseille liegt, kommt von Fretum Julii, lateinisch für „Straße des Julius“.
Seit dem 8. Jahrhundert wurde die provenzalische Küste regelmäßig von Sarazenen und Aragoniern vom Meer aus angegriffen und geplündert. Zwischen 1295 und 1302 ließ Karl I. von Anjou zum Schutze der Küste eine Reihe von Wachtürmen errichten, darunter den heute noch sichtbaren Turm auf der Île de Riou.

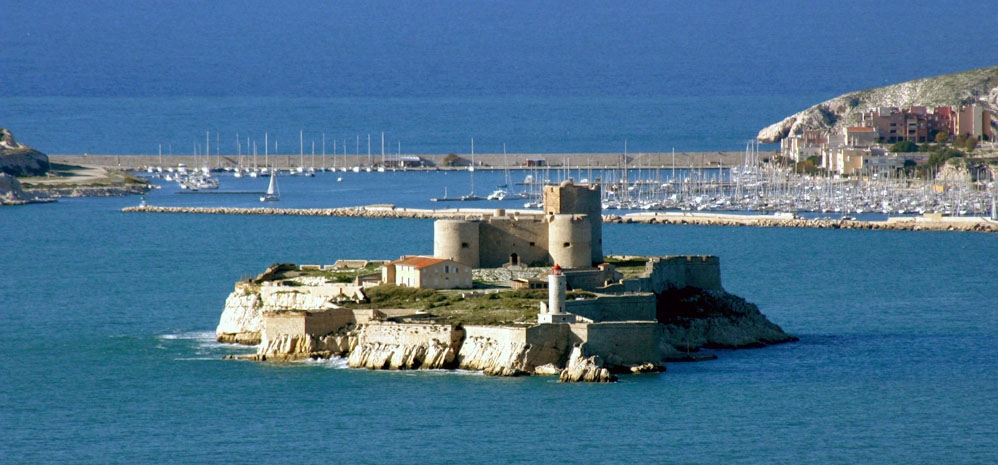
Blick auf das Château d’If

Die Festung Saint-Marcel (Château fort à Saint-Marcel) ist eine der ältesten mittelalterlichen Überreste von Marseille. Sie liegt an den Flanken des Massif de Saint-Cyr und wurde zunächst von den Römern errichtet. Später wurde sie zerstört und wieder aufgebaut. Die Katalanen zerstörten sie schließlich endgültig bei der Plünderung von Marseille im Jahr 1423. Obwohl heute nur noch Ruinen vorhanden sind, zeugt ihre robuste Architektur von den intensiven Machtkämpfen in und um die Stadt.
Das berühmteste Monument im Nationalpark Calanques ist das Château d’If, welches Franz I. plante und von 1524 bis 1531 gebaut wurde. Die Lage der Festung war strategisch wichtig, um einerseits den Hafen von Marseille zu schützen und um andererseits die Stadt zu kontrollieren, die mehrmals ihre Unabhängigkeit proklamierte und erst seit 1482 französisch war. Das Gebäude wurde aufgrund seiner Lage und seiner Architektur schnell zum idealen Gefängnis. Es wurde durch Alexandre Dumas und dessen Roman Der Graf von Monte Christo berühmt. 1598 ordnete Heinrich IV. den Bau des Forts Ratonneau an, um Reede und Hafen noch besser zu schützen. Um feindliche Schiffsbewegungen früh zu erkennen, wurden die Küsten und Inseln von Marseille bis La Ciotat immer weiter mit Wachtürmen, Festungen und anderen Verteidigungsanlagen ausgestattet.

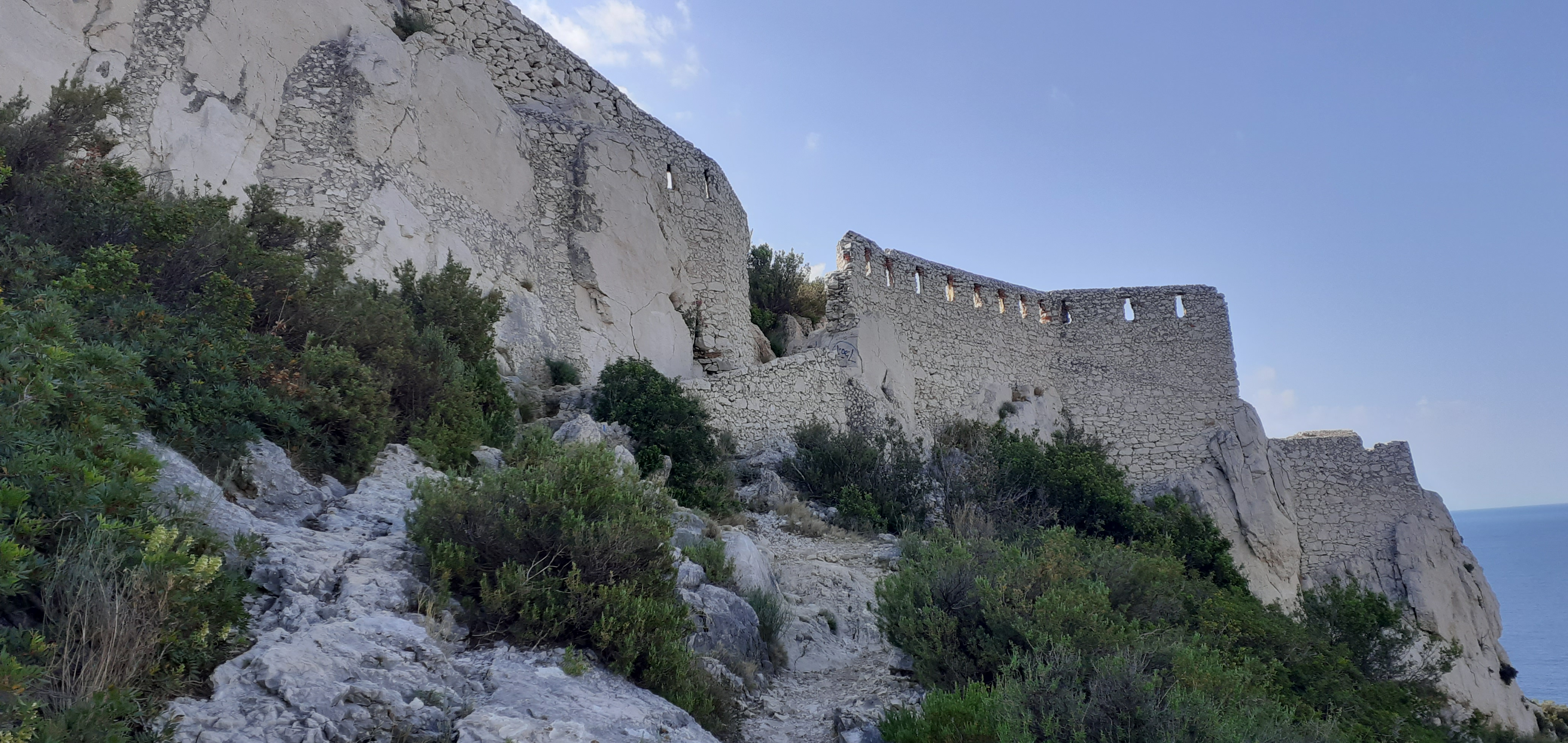
Befestigungsanlage am Cap Morgiou

Im 17. Jahrhundert wurde zur Abwehr von Schiffen eine Reihe von Küstenbatterien errichtet. Dazu gehören auch die beeindruckenden Befestigungsanlagen am Cap Morgiou, die auf das Jahr 1614 zurückgehen sollen. Unter der Herrschaft Ludwig XIV. und später unter Napoleon Bonaparte wurden die Calanques mit einem umfangreichen Verteidigungsapparat ausgestattet. Es entstanden mehrere Forts und Festungen auf Frioul und in Les Goudes sowie auf der Île Verte. Die Küste wurde immer besser überwacht und Informationen durch den vermehrten Einsatz von Flügelsignalen (Sémaphores) schnell übertragen, wie sie z. B. bei La Ciotat am Bec de l'Aigle und in Callelongue standen. Einige dieser Verteidigungsbauten wurden von der französischen Armee anlässlich des Ersten Weltkriegs modernisiert, wie z. B. in L'Escalette.

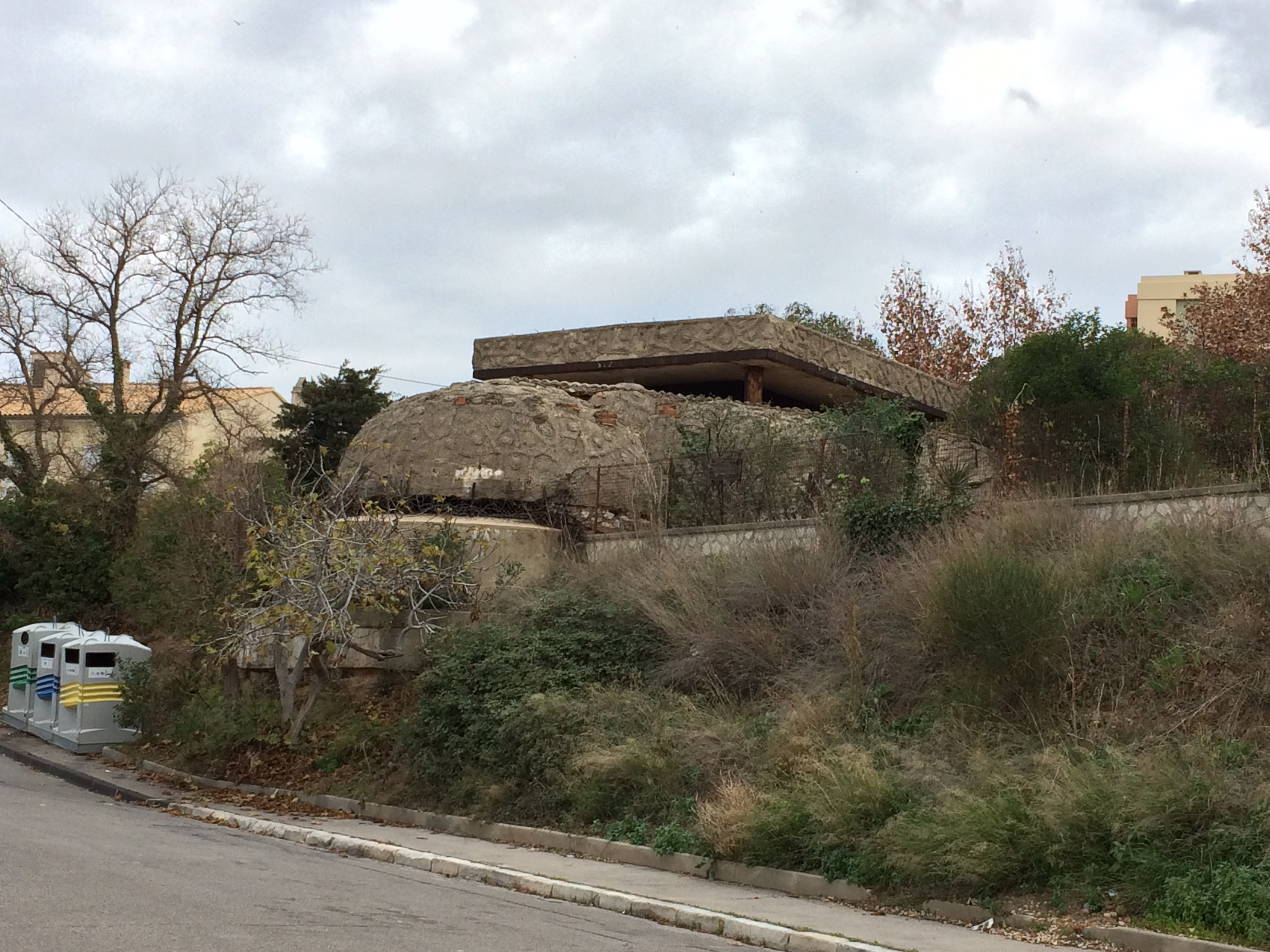
Deutscher Bunker bei L'Estaque im 16. Arrondissement von Marseille

Während des Zweiten Weltkriegs fürchtete die Deutsche Heeresleitung die Landung der Alliierten an der Küste der Provence. Deswegen wurde der Südwall gebaut, der sich von Spanien bis nach Italien erstreckte. Die Heeresleitung verstärkte außerdem bestehende Forts (Ratonneau, Cavau) und baute neue. So säumten zahlreiche Bunker (sog. Blockhäuser) und Batterien die Küste. Der Zugang zu allen Calanques, vom Mont Rose bis La Ciotat, wurde durch Betonmauern (wie in En-Vau) und Stacheldraht (wie in Port-Pin) versperrt. Mehrere Zugangswege wurden gebaut, damit Militärfahrzeuge an die Küste gelangen konnten. Des Weiteren wurden Betonplattformen angelegt, wie in Sugiton, Cap Canaille und Anse du Sec.

## Industrieanlagen im Naturpark
Im 17. Jahrhundert waren die Seifenfabriken (Savon de Marseille) die erste Industrieanlage von Marseille. Aber erst im 19. Jahrhundert gewann die Industrie so an Bedeutung, dass sie zu einem wichtigen Wirtschaftsfaktor wurde. Durch Zuwanderung wuchs die Stadt schnell von 10.000 Einwohnern im Jahr 1834 auf 40.000 im Jahr 1880. Die Umweltverschmutzung wurde für die Bürger schließlich unerträglich, sodass Napoleon I. am 15. Oktober 1810 ein kaiserliches Dekret erließ, welches die Industrietätigkeiten aus der Stadt an den Stadtrand verbannte. 1825 wurde ein „Rat für Sauberkeit“ gegründet.
Die Industrie zog in ein wenig besiedeltes Gebiet an der Südküste Marseilles um. Durch die Meernähe war der Materialtransport einfach und der häufig wehende Mistral entsorgte die verschmutzte Luft auf das offene Meer hinaus. 1810 wurde die erste Fabrik in der Calanque de Saména errichtet. Sie stellte Soda für die Seifenindustrie aus dem Kalkstein des Monte Rose her. Sehr schnell wurde der Küstenabschnitt zwischen Madrague de Montredon und Callelongue zu einem bevorzugten Standort der chemischen und metallurgischen Industrie. Hier werden Blei, Soda, Schwefel, Weinsäure, Schwefelsäure, Silber und Glas hergestellt. Am Col de Sormiou wurde sogar Erdöl gereinigt.
Am Nordrand des Parkgebiets, in La Barasse, wurde Bauxit abgebaut und entlang des Flusses Huveaune siedelte sich eine vielfältige Industrie an. Am Strand von Bestouan in Cassis wurde ein Hochofen gebaut und in La Ciotat eine riesige Schiffswerft. Dazu kommen unzählige Steinbrüche in den Calanques. An der Südküste der Calanques wurden Schienen verlegt und Rampen, Seilbahnen und Tunnel gebaut. Dampfmaschinen wurden installiert und mit Waggons und Gespannen wurden Güter transportiert. Es wurden auch Kaianlagen angelegt, wie in L'Escalette, wo Küstenschiffe anlegten, die Erze aus dem Hafen von Marseille brachten. Die Enge der Buchten und ihre geringe Tiefe verhinderten jedoch, dass große Schiffe anlegen konnten. Nach der Verarbeitung der Rohstoffe in den Fabriken brachten die Küstenschiffe die fertigen Produkte zurück in den Hafen von Marseille. Im Jahr 1898 wurde schließlich der größte Verschmutzer gebaut; die Abwässer von Marseille wurden in die Calanque de Cortiou geleitet. Die Lage wichtiger historischer Industrieanlagen im Park sowie deren aktive Zeiten zeigt eine Karte auf der Internetseite des Nationalparks.
Im 20. Jahrhundert war die Industrieproduktion in Marseille rückläufig. 2009, wurde die letzte Fabrik in Madrague de Montredon geschlossen. Dies lag an der internationalen Konkurrenz sowie technischen und wirtschaftlichen Entwicklungen. Darüber hinaus vollzog sich ein Bewusstseinswandel der Bürger. Die Calanques erschienen nicht mehr als feindliches Gebiet, sondern als Raum der Freiheit, in dem man sich inmitten der Natur erholen kann. Die Einwohner machten mobil und forderten die Schließung der Fabriken. Einige Fabriken zogen in den Étang de Berre und nach Fos-sur-Mer um, wo sich heute das größte Industriegebiet Frankreichs befindet.

## Umgang mit Altlasten
Im Nationalpark Calanques sind noch heute Spuren der industriellen Vergangenheit vorhanden. Die Industriegebäude in Les Goudes oder Callelongue sind in Wohnhäuser umgewandelt worden und diejenigen in l' Escalette zu einer Kunstgalerie unter freiem Himmel. In Madrague de Montredon steht die Fabrik von Legré-Mante im Mittelpunkt des komplexen Umgestaltungsprojekts mit dem Namen Ginkgo. Dennoch sind die Probleme der Umweltverschmutzung und deren Folgen für den Menschen noch nicht ganz gelöst. Brachliegende Gebäude, schräg stehende Schornsteine (z. B. in Madrague de Montredon und l'Escalette), Schlacke in Abraumhalden und ökologische Ungleichgewichte sind Überbleibsel aus dem 19. Jahrhundert.
Im Jahr 2022 leitete die Agence de la transition écologique (ADEME) ein Programm zur Beseitigung der an der gesamten Südküste vorhandenen Schlacken. Diese sollen, wenn möglich, aus der natürlichen Umwelt entfernt werden (z. B. asbesthaltige Deponien in Les Goudes), bzw. so eingedämmt werden, dass sie die umliegenden natürlichen Lebensräume nicht mehr kontaminieren können. Entsprechende Sanierungsmaßnahmen sind punktuell beim Unterbau der Küstenstraße eingesetzt worden. Der Nationalpark bringt seine wissenschaftliche Expertise in dieses Vorhaben ein, um bei der Wahl der vorgeschlagenen technischen Lösungen und bei der künftigen Durchführung der Arbeiten, Beeinträchtigungen der natürlichen Umwelt zu verhindern oder so weit wie möglich zu begrenzen. Die vom Nationalpark neu gepflanzten symbolträchtigen Pflanzen Marseille-Tragant (Astragalus tragacantha) und Binsenartige Kronwicke (Coronilla juncea) werden dazu verwendet, Schadstoffe zu binden und zurückzuhalten.

Pflanzen die Umweltgifte aufnehmen
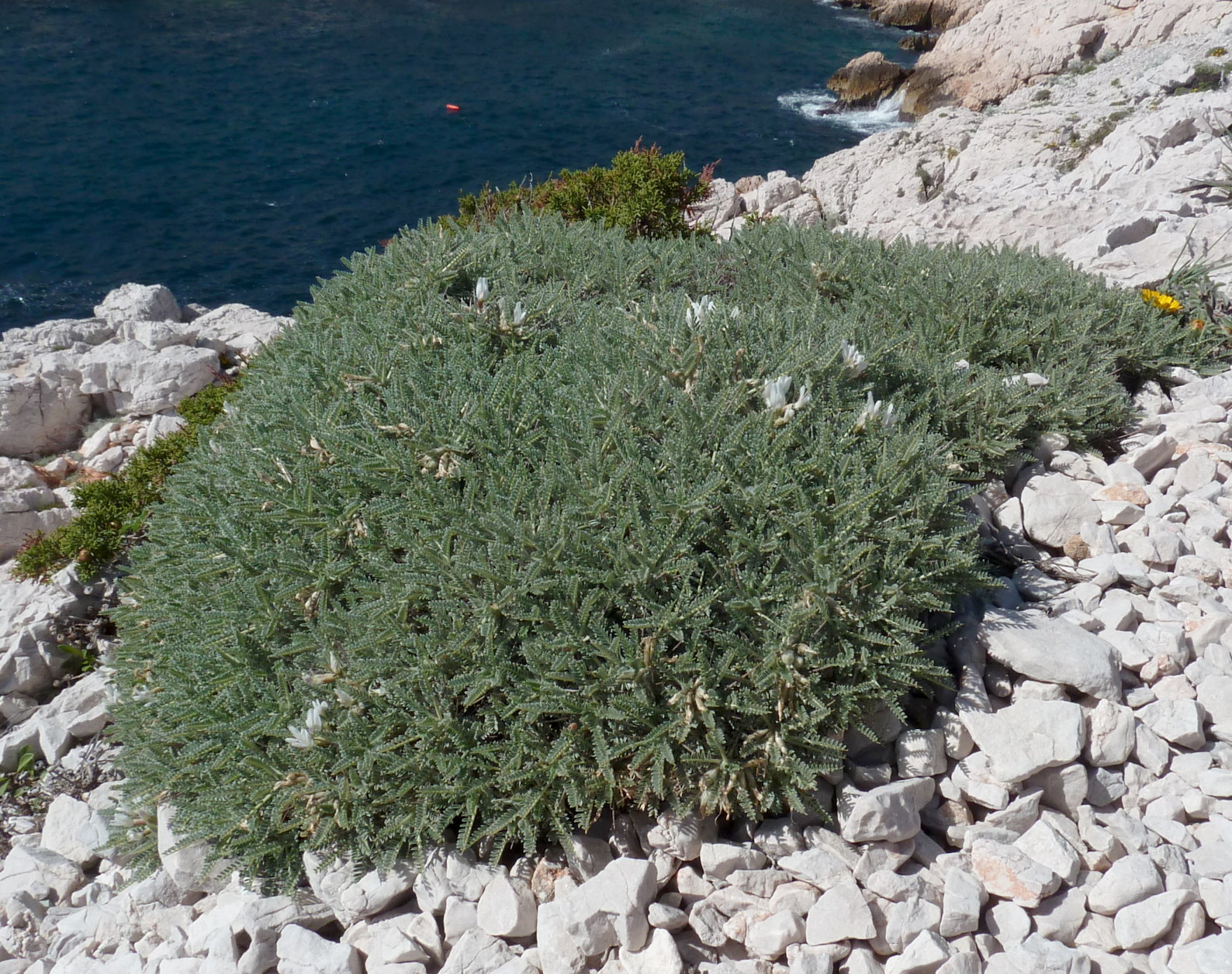
Marseille-Tragant (Astragalus tragacantha)
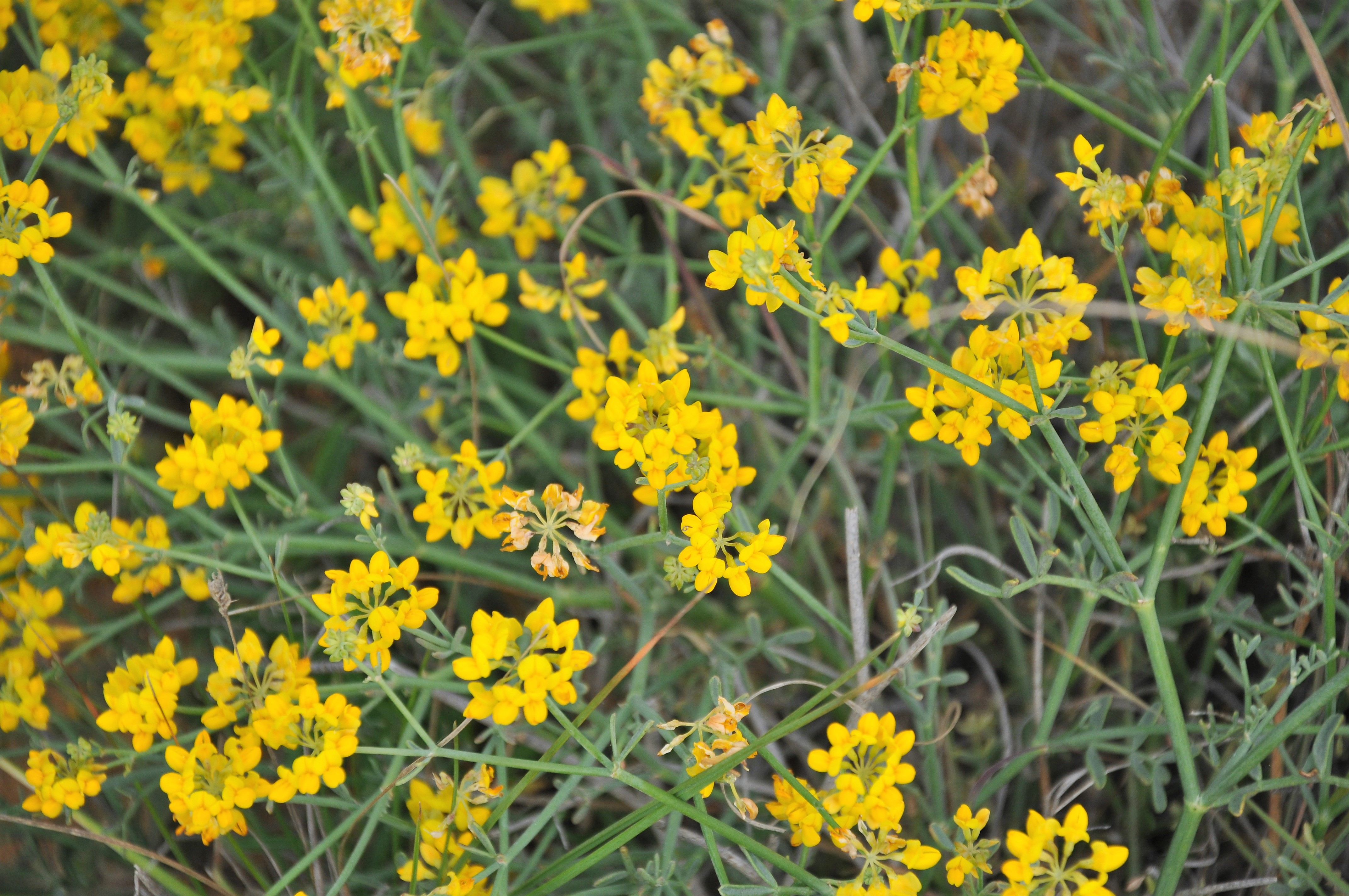
Binsenartige Kronwicke (Coronilla juncea)

## Meeresverschmutzung

### Marseiller Abwässer
Im 19. Jahrhundert wurde Marseille wegen der schlechten hygienischen Bedingungen von Cholera-, Pocken- und Typhus-Epidemien heimgesucht. Unter dem Bürgermeister Félix Baret wurde von 1891 bis 1896 ein großes einheitliches Kanalisationsnetz gebaut: 20 Becken, 192 Kilometer Stollen und Kanäle und ein 12 Kilometer langer Kanal, der das von 400.000 Einwohnern produzierte Abwasser in die Calanque de Cortiou leitete. Wegen der dort herrschenden starken Strömung glaubte man, dass das Meer unbegrenzt Abwässer aufnehmen kann.
Diese Praxis wurde zu Beginn der 1960er Jahre in Frage gestellt. 1966 lagen dann erste wissenschaftliche Untersuchungen zum Zustand des maritimen Ökosystems an der Einleitungsstelle vor. In einem Radius von „nur“ etwa 800 Metern war das Ökosystem stark geschädigt. Das bestehende Abwasserkonzept wurde beibehalten. Anfang der 1970er Jahre wollte Marseille seine Strände zum Baden freigeben. Das Küstenwasser war aber durch die Industrien, die im Tal der Huveaune ihre Abwässer direkt in den Fluss leiteten, zu stark verschmutzt. Mittels einer zweiten Leitung wurden der Huveaune und seine industrielle Verschmutzung nach Cortiou umleitet. Die Schäden am maritimen Ökosystem waren beträchtlich: Fauna und Flora waren bis zu mehreren Kilometern vor der Küste schwer geschädigt.
Wissenschaftler und Filmemacher wie Jacques Cousteau warnten vor der katastrophalen Situation in Cortiou, der Calanques-Küste sowie in allen Küstenstädten, die ihre Abwässer und ihre Industrieabfälle direkt ins Meer leiteten. Sie forderten eine Strategie zur Abwasserentsorgung an der Mittelmeerküste. Diese wurde 1980 eingeleitet, aber erst 1987 weihte Marseille seine mechanisch-chemische Kläranlage ein. Nun wurde die Einleitung von Cortiou von den meisten Schwebstoffen und einem Teil der im Abwasser enthaltenen Waschmittel gereinigt.
Erst 20 Jahre später, im Jahr 2008, wurde eine biologische Reinigungsstufe in Betrieb genommen, wodurch die Kläranlage die europäischen Normen erfüllte. Von da an wurde auch ein Teil der unsichtbaren Verschmutzung des Abwassers neutralisiert, das weiterhin ins Meer geleitet wurde. Bei starken Regenfällen oder Gewittern konnte es aber geschehen, dass das Abwassersystem des Ballungsraums Marseille doch noch nicht die europäischen Anforderungen erfüllte. Das unzureichend dimensionierte Mischwassersammelsystem zwang den Betreiber der Anlage unter Starkregen-Bedingungen das Abwasser ohne Reinigung ins Meer zu leiten. Im Jahr 2018 wurde schließlich der Bau von Rückhaltebecken abgeschlossen, die das Regenwasser speichern, bis es der Anlage langsam und unter optimalen Bedingungen zugeführt werden kann.
Trotz dieser Maßnahmen kommt es regelmäßig zu bakteriellen Verschmutzungen des Meeres. Das Wasser, das von den Straßen in das Abwassersystem fließt, bringt dieses zum Überlaufen. Großräumige Badeverbote an den Küsten der Calanques und von Marseille sind die Folge, so wie am 27. August 2023.
Obwohl seit 2018 alle Umweltnormen für Abwasser erfüllt werden, wirft die Existenz einer Schadstoffquelle so nahe an der Küste und im Herzen eines Nationalparks Fragen auf. Der Nationalpark strebt eine kontinuierliche Verbesserung der Qualität des Wassers an, das in Cortiou ins Meer geleitet wird, um so die marinen Lebensräume besser zu schützen. In Zusammenarbeit mit Behörden und privaten Akteuren werden innovative Ansätze gesucht, um die derzeit geltenden Normen für die Abwasserentsorgung zu übertreffen.

### Rotschlamm-Einleitung
Der Industriekonzern Péchiney stellte in seinem Werk in Gardanne Aluminium her. Dabei entstehen Abfallprodukte die wegen der Rotfärbung der eisenhaltigen Rückstände Rotschlamm genannt werden. Ab 1966 wurde der Rotschlamm, der unter anderem Arsen, Uran-238, Thorium, Quecksilber, Cadmium, Titan, Natron, Blei, Chrom, Vanadium und Nickel enthält, durch eine 47 km lange Pipeline in 200 m Tiefe in den über 2000 m tiefen Tiefseegraben Canyon von Cassidaigne 7 km vor Cassis eingeleitet. Der Graben liegt heute im maritimen Kernbereich des Nationalparks. Die Einleitung von Rotschlamm stellte für Péchinery kein Risiko für die Umwelt dar. Demgegenüber wiesen Wissenschaftler und Mitglieder der Zivilgesellschaft auf die Auswirkungen des Rotschlamms auf die Unterwasserfauna und die menschliche Gesundheit hin. 1995 hatte die französische Umweltministerin Corinne Lepage dem Betreiber der Fabrik eine Frist gesetzt. Bis zum 31. Dezember 2015 sollten keine Abwässer mehr ins Meer geleitet werden. Trotz der Debatten und Anschuldigungen wurden bis 2016 fast 30 Millionen Tonnen Schlamm ins Meer geleitet.
Mit seiner Gründung im Jahr 2012 erbte der Nationalpark das heikle Dossier des Rotschlamms. Der Verwaltungsrat des Parks, der sich aus Vertretern des Staats, der Gebietskörperschaften sowie der Verbände und Wissenschaftlern zusammensetzte, musste die Genehmigung zur Einleitung der Abwässer ins Meer erneuern bzw. ablehnen. Die ökologischen Herausforderungen sind groß, aber auch wirtschaftliche und soziale Erwägungen sind zu berücksichtigen. Das Werk in Gardanne schafft zahlreiche Arbeitsplätze und Aluminiumoxid ist ein strategischer Bestandteil der französischen Industrie.
Nach einer langen Vorbereitungszeit mit Studien und Analysen erlaubte der Verwaltungsrat Altéo, dem damaligen Betreiber der Fabrik in Gardanne, für 30 Jahre die Einleitung von Abfällen ins Meer. Der Genehmigungskompromiss war jedoch mit zahlreichen Auflagen verbunden, die den Eintrag von Schadstoffen ins Meer sehr stark reduzieren sollten. Bis 2021 sollten die französischen, europäischen und internationalen Normen erfüllt werden. Die Stellungnahme des Verwaltungsrats des Nationalparks stieß bei einem Teil der Öffentlichkeit auf Unverständnis, er ermöglichte aber einen Durchbruch in den Verhandlungen. Der Kompromiss zeigt die Vorgehensweise der Parkverwaltung: Der Schutz der Biodiversität ist eine Priorität, gleichzeitig ist man aber offen für die sozialen und wirtschaftlichen Herausforderungen des Gebiets. Bezüglich der Studien und Analysen ist noch anzumerken, dass Ségolène Royal, nachdem sie den einzigen unabhängigen Prüfbericht des französischen Amts für Lebensmittelsicherheit, Umwelt und Arbeit (Anses) erhielt, das Planfeststellungsverfahren zu dem Alteo-Vorhaben am 7. April 2015 stoppte und neue Nachuntersuchungen verlangte, diesmal unter Aufsicht von Anses. Nach dem Vorstoss der Umweltministerin wandte sich Altéo an Wirtschaftsminister Emmanuel Macron. Eric Duchenne, die Nummer zwei des Konzerns, ließ kurz darauf verkünden, dass eine Schließung der Fabrik nicht zur Debatte stünde.
Im Dezember 2015 unterzeichnete der Präfekt des Departements Bouches-du-Rhône einen Erlass, der die Vorgaben des Verwaltungsrats des Nationalparks übernahm. Mit einer Laufdauer von 6 Jahren gibt der Erlass Altéo einen neuen Produktions- und Einleitungsrahmen vor. Der Erlass schrieb seit dem 1. Januar 2016 Folgendes vor:
- Die Beendigung der Einleitung von Rotschlamm ins Meer am 1. Januar 2016 zugunsten einer flüssigen Einleitung,
- eine Reduzierung der wichtigsten Schadstoffe (Blei, Kadmium, Quecksilber, Eisen...) um mehr als 90 %,
- die Durchführung eines umfangreichen Überwachungs- und Studienprogramms, das die Industrie durchführen muss, um die Zusammensetzung der neuen Einleitung und deren Auswirkungen auf die Meeresumwelt zu verfolgen,
- die Einrichtung eines „Komitees zur Überwachung und Information über Einleitungen ins Meer“ (CSIRM).[31] Dieses vom Industrieunternehmen unabhängige Gremium verfolgt und analysiert die von Altéo durchgeführten Überwachungsstudien und informiert die Öffentlichkeit über die genaue Art und die Auswirkungen der neuen Einleitung sowie über die vom Industrieunternehmen umgesetzten Maßnahmen zur weiteren Reduzierung der Verschmutzung.

Seit der Verabschiedung des Erlasses im Dezember 2015 wurde die Qualität der Einleitung überwacht. Alle unangekündigten Kontrollen durch DREAL zeigten laut Nationalpark den Vorschriften entsprechende Werte.
Der Erlass vom Dezember 2015 führte zwar zu einer deutlichen Qualitätsverbesserung, er sah aber Ausnahmeregelungen für sechs Parameter vor. Nach einem umfangreichen Investitionsprogramm erfüllte die Altéo-Einleitung ab Dezember 2019 bei vier der sechs Ausnahmeparameter die Normen: Aluminium, Eisen, Arsen und pH-Wert. Für die Einhaltung der biologischen und chemischen Sauerstoffbedarfe wurde Altéo von der Präfektur des Departements Bouches-du-Rhône eine neue Frist eingeräumt. Mit der Inbetriebnahme einer neuen Behandlungsstufe für die Abwässer im September 2020 kann der Industriebetrieb die nationalen, europäischen und internationalen Normen schließlich erfüllen. Das Ziel, das Altéo durch den Beschluss des Verwaltungsrats des Nationalparks von 2014 gesetzt wurde, ist damit erreicht.

## Lebensräume
Für die Natura-2000-Gebiete des Nationalparks wurde eine Liste der Lebensräume von gemeinschaftlichem Interesse erstellt. Es handelt sich um fünf maritime- und 18 terrestrische Lebensräume. Zwei maritime Arten, 11 terrestrische Arten und 29 Vogelarten sind für diese Gebiete in eine Liste als Arten von gemeinschaftlichem Interesse aufgenommen. Diese Listen wurden auf den gesamten Park erweitert.

### Terrestrische Lebensräume
Die geringe Niederschlagsmenge und die Verkarstung des Untergrundes führt zu Wassermangel im Nationalpark. Es bildet sich ein lokales Mikroklima aus, das durch die Sonneneinstrahlung, die weißen Felswände und die Wärmeregulierung des Meeres geprägt ist. Im Winter sind Temperaturdifferenzen von 10 °C zwischen den südseitigen und den nordseitigen Lagen beziehungsweise der Innenstadt von Marseille möglich. Das Mikroklima wird auch von Mistralperioden beeinflusst. Bei Mistral strömt kalte, trockene Polarluft an die Mittelmeerküste, was dort zu einer starken Abkühlung der bodennahen Luftschicht führt. Darüber hinaus kann Mistral an der Küste die Wärmeregulierung des Meeres beeinflussen. Der sehr starke ablandige Wind treibt das warme Oberflächenwasser auf da Meer hinaus, was zum Nachströmen (upwelling) kalter Tiefenwasser führt. So wurde in La Ciotat am 6. August 2023 bei Mistral die Abkühlung des Oberflächenwassers von ca. 28 °C auf 13,5 °C gemessen.
siehe auch → Calanques#Lebensräume
Die Europäische Union hat im Nationalpark 29 terrestrische Lebensräume als „selten und empfindlich“ eingestuft. Diese können zusammengefasst werden in: Waldgebiete, Garrigue und Macchie, Trockenrasen, Küstenbereiche sowie Fels- und Gerölllandschaften.
Waldgebiete

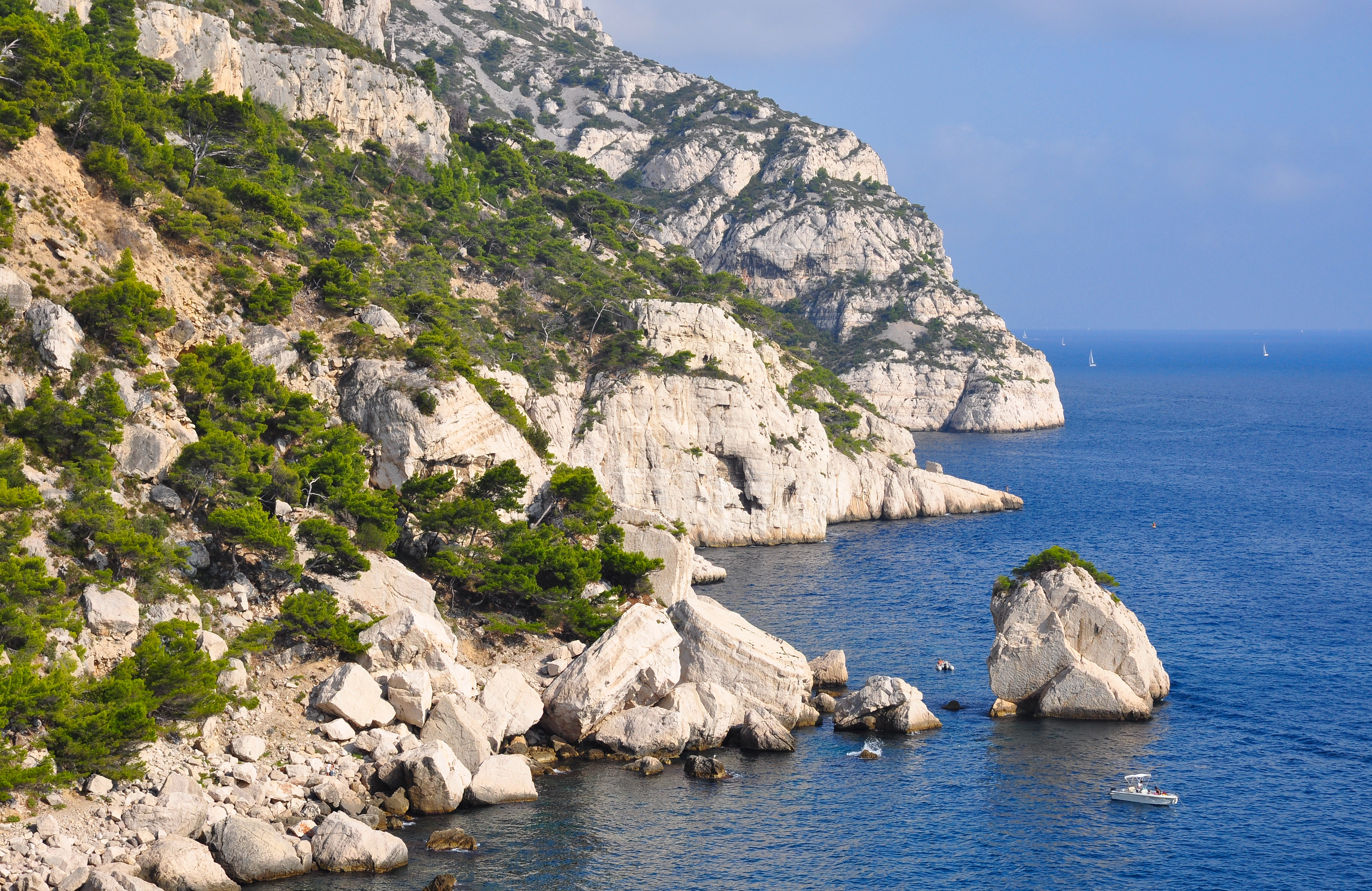
Hänge mit offenem Bewuchs von Aleppo-Kiefern

Im Nationalpark gibt es zwei Haupttypen von Waldformationen: den Kiefernwald und den Steineichenwald.
- Der Kiefernwald besteht hauptsächlich aus ausgewachsenen Aleppo-Kiefern (Pinus halepensis). Das Unterholz wird von einigen Sträuchern oder kleinen mediterranen Laubbäumen, wie dem Stechpalmen-Kreuzdorn (Rhamnus alaternus) oder der Schmalblättrigen Steinlinde (Phillyrea angustifolia) gebildet. Eine Krautschicht ist nur selten oder gar nicht vorhanden. Kiefernwälder sind an der Küste und in felsigen Gebieten zu finden, wo sie sich nach der Aufgabe menschlicher Aktivitäten (Landwirtschaft, Holzeinschlag) oder Bränden angesiedelt haben.[37]
- Der Steineichenwald bildet einen dichten Bewuchs ohne nennenswertes Unterholz. Begleitpflanzen sind beispielsweise der Kletten-Krapp (Rubia peregrina) oder der Stechende Mäusedorn (Ruscus aculeatus). Eichenwälder gedeihen in kühlen, nach Norden ausgerichteten Tälern, am Fuße schattiger Felswände und manchmal auf Bergkämmen.[37]

Garrigue und Macchie

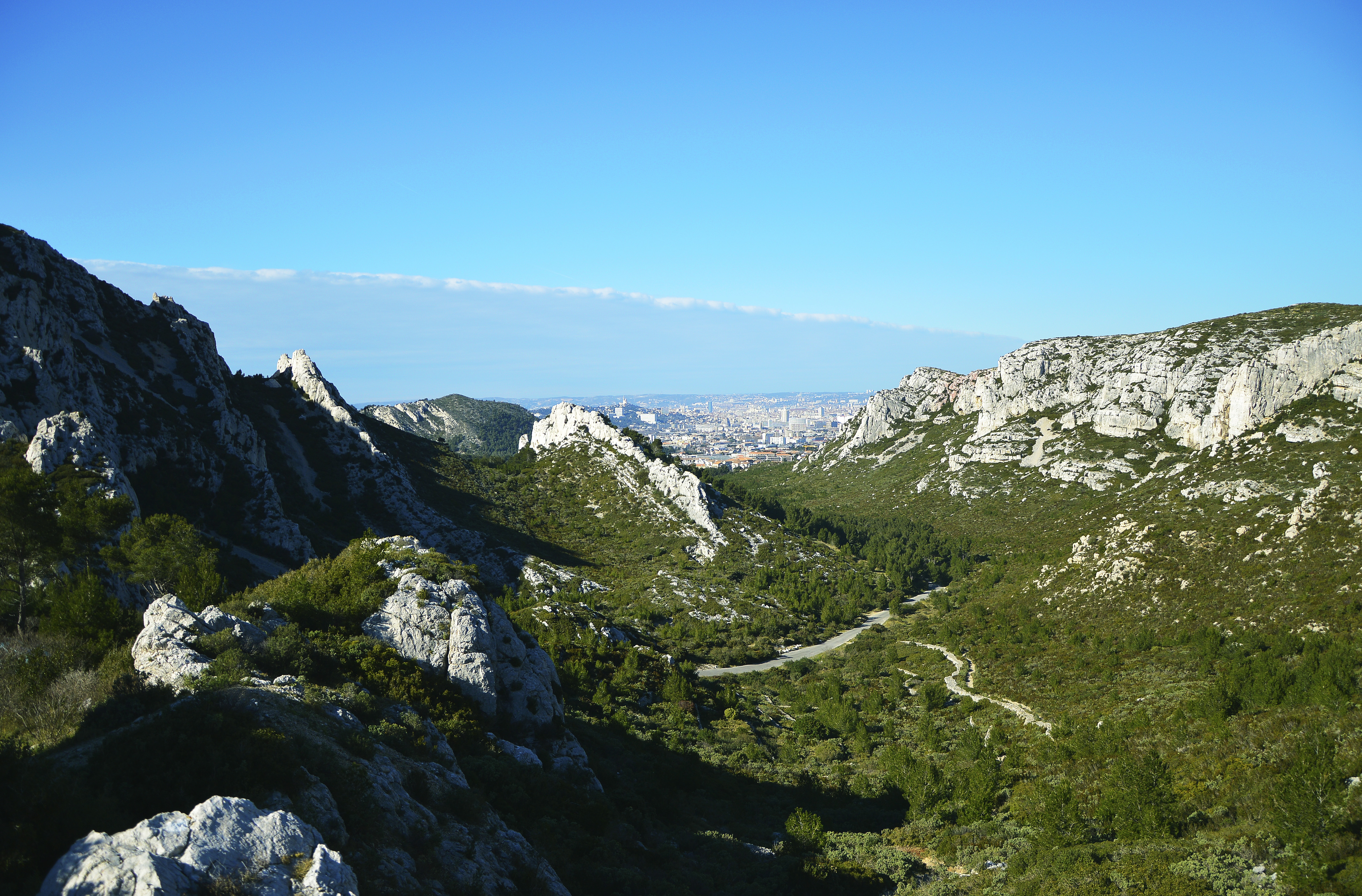
Blick vom Col de Sormiou Richtung Marseille. Kieferbewuchs in Talboden und Garrigue in den Hängen unterhalb der Felsen.

Garrigue und die Macchie sind niedrige Pflanzenformationen. Sie werden von trockenheitsresistenten Sträuchern und Büschen gebildet. Diese Lebensraumtypen entwickeln sich in offenem Gelände, das nach einem Brand oder der Aufgabe menschlicher Aktivitäten (Holzeinschlag, Landwirtschaft) entsteht. Beide Lebensräume bedecken eine große Fläche des Nationalparks. Sie bilden oft eine Synthese mit anderen Lebensräumen wie z. B. dem Kiefernwald. Es handelt sich um Ensembles mit vielen Gesichtern, die je nach Gesteinsart, Neigung der Umgebung, Nähe zum Meer usw. variieren.
- Die Garrigue ist eine Vegetationsgruppe, die man im Nationalpark auf dem Massif des Calanques von Marseille bis Cassis vorfindet. Ihre Vegetation ist niedrig und spärlich, typische Pflanzen sind zum Beispiel Wacholderarten (Juniperus), Rosmarin (Salvia rosmarinus) und Thymiane (Thymus), zahlreiche Säugetiere, Reptilien und Vögel leben hier. Entstanden ist die Garrigue durch Degradation der Macchie. Charakteristisch sind oft dornige und stachelige kleinere Sträucher. Ihr Name stammt vom gallischen Wort garric, provenzalisch garrigo (Kermeseiche, Quercus coccifera).[38][39]
- Die Macchie, französisch maquis, ist eine ökologisch der Garrigue verwandte immergrüne Hartlaubgebüschform des Mittelmeerraumes, die dornige, unentwirrbare Dickichte bildet und aus 1–3 m hohen Sträuchern und Baumsträuchern wie Baumheide (Erica arborea) und alten Florenelementen wie dem Westlichen Erdbeerbaum (Arbutus unedo) besteht, eine Bodenflora fehlt meist. Ihr Name stammt vom italienischen Wort „macchia“ (Gebüsch). Der französische Ausdruck „prendre le maquis“, der verwendet wird, wenn man sich vor den Behörden versteckt, bezieht sich auf dieses Dickicht.[38][40]

Trockenrasen

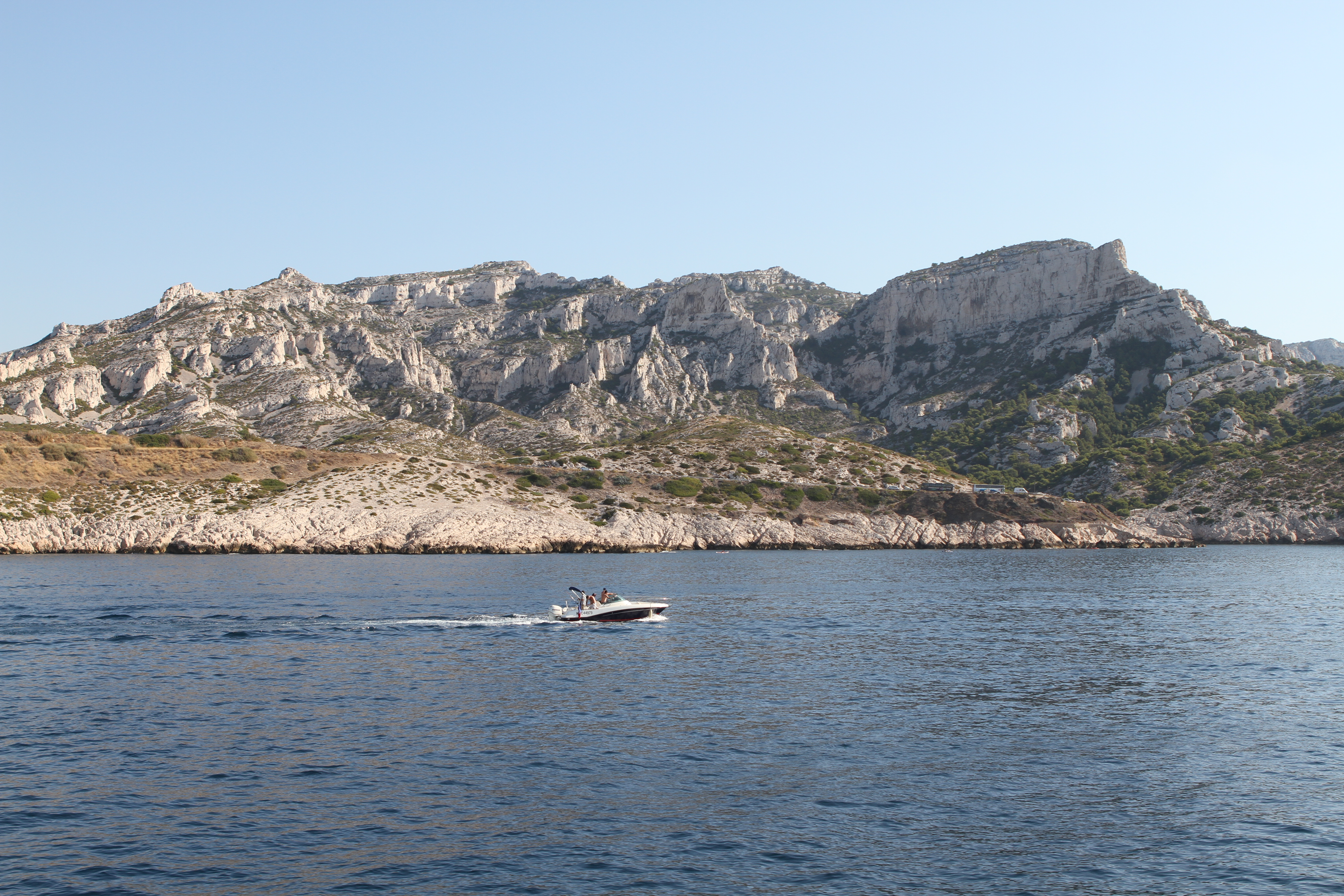
Trockenrasen und Küstennaher Bewuchs bei Les Goudes

Rasenflächen beherbergen viele kleine einjährige krautige Pflanzen und Zwiebelgewächse. Insbesondere im Frühjahr folgen die Blütezeiten der verschiedenen Pflanzen aufeinander. Die Trockenrasen wachsen im Nationalpark Calanques auf offenen Flächen, kleinere Rasenflächen gibt es auch auf Hochebenen oder an Wegrändern.
Küstenbereiche
In Küstenhabitaten leben Pflanzenarten, die gegen Gischt und Wind unempfindlich sind. Sie bilden einen patchworkartigen Bewuchs mit zum Teil eng aneinander liegenden Parzellen unterschiedlicher Pflanzen. Dominante Pflanzenarten sind  Dünen-Trichternarzisse (Pancratium maritimum), Meerfenchel (Crithmum maritimum), Limonium pseudominutum, Weißfilziges Greiskraut (Jacobaea maritima), Küstenstrandstern (Pallenis maritima), Astragalus tragacantha, Silberweiße Spatzenzunge (Thymelaea tartonraira) und der Pfriemenblättrige Wegerich (Plantago subulata).
- Das Aussehen der Küsten-Garrigue ist oft vom Wind geformt. Sie ist von kompakterem und niedrigerem Wuchs als die „klassische“ Garrigue.[42]
- Die Phrygana ist eine Formation aus kleinem, dornigen Busch- und Strauchwerk. Sie schützt sich durch ihre kompakte Form, Pflanzenfilz und sommerlichem Blattverlust vor den Sonnenstrahlen.[42]
- Die mit Strandflieder (Limonium) (besonders Limonium pseudominutum) bewachsenen Küstenfelsen sind die letzten Pflanzenformationen vor dem Meer. Diese Pflanzen sind am stärksten der Gischt, dem Wind und der starken Sonneneinstrahlung ausgesetzt. Sie sind häufig einjährig, fleischig und haben einen kompakten Wuchs. Sie wachsen meist im Winter und vertrocknen im späten Frühjahr.[42]

Fels- und Gerölllandschaften

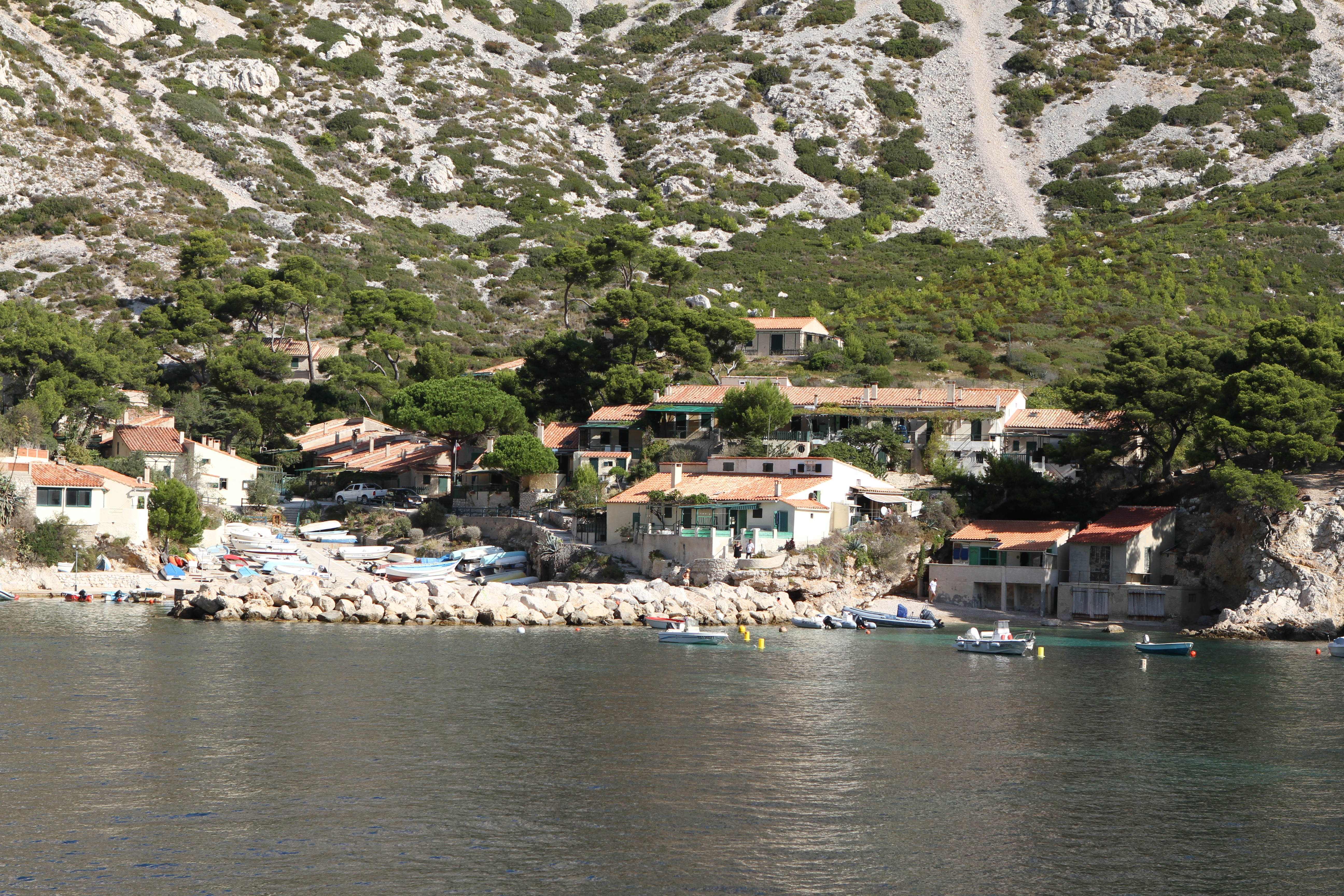
Geröllrinne oberhalb von Sormiou

Die Fels- und Gerölllandschaften beherbergen eine überraschend reiche Biodiversität.
- Die unterhalb der Felsen liegenden Geröllhalden sind durch alte Fragmentierungen des Gesteins entstanden. Sie stammen aus den letzten Eiszeiten und werden kaum noch mit Felsbrocken versorgt. Sie sind daher empfindliche, natürliche Lebensräume. In diesen Akkumulationsgebieten wachsen Pflanzenarten, die an die instabilen Böden angepasst sind.[43]
- In Spalten, Ritzen und Löchern der Felsen haben sich geringe Mengen organischen Materials angesammelt. Darin siedeln sich Pflanzen ebenso an, wie unter den Felsen, wo sie vor Licht und Wind geschützt sind (z. B. bestimmte Farne).[43]
- Karren finden sich auf einigen Gipfeln und Plateaus. Sie bilden natürliche Kalksteinhabitate, die von teils tiefen Rissen durchzogen sind, in denen Pflanzen wurzeln und wachsen können.[43]
- Auf den Bergrücken wachsen Pflanzen, die den härtesten klimatischen Bedingungen standhalten. Sie haben oft einen sehr kompakten Wuchs, der dem Wind wenig Angriffsfläche bietet.[43]

Wichtige Vertreter der Pflanzen- und Tierwelt
Die bekanntesten Vertreter der Pflanzen des Nationalparks sind wohl Rosmarin (Salvia rosmarinus), Thymian (Thymus vulgaris) und Weißliche Zistrose (Cistus albidus). Weitere typische Vertreter der Flora sind Heidekräuter (Erica), Ginster (Genista), Dornpolster aus „Astragale de Marseille“ (Astragalus tragacantha), Lorbeerblättriger Schneeball (Viburnum tinus), Kermes- oder Stech-Eiche (Quercus coccifera), Raue Stechwinde (Smilax aspera) sowie Aleppo-Kiefern. Darüber hinaus kommen endemische Arten vor wie „Sabline de Provence“ (Arenaria provincialis), eines der Symbole der Calanques. Insgesamt kann man davon ausgehen, dass etwa 83 Arten entweder geschützt sind oder auf der Liste der bedrohten Arten stehen. Neben einheimischen Pflanzen wachsen im Nationalpark auch invasive Arten. Sie wurden vom Menschen eingeführt. Es handelt sich um Kaktusfeige (Opuntia ficus-indica), Agave (Agave americana) oder Strauch-Schneckenklee (Medicago arborea).
Besonders schützenswerte Vertreter der Fauna sind der Habichtsadler (Aquila fasciata) und die Bulldoggfledermaus (Tadarida teniotis). Das Massiv beherbergt einen hohen Anteil an Seevögeln. 30 % der Population der Corysturmtaucher (Calonectris borealis) Frankreichs leben hier.
Säugetiere sind im Nationalpark zahlreich vertreten. In Garrigue und Kiefernwäldern leben Spitzmäuse (Soricidae), Steinmarder (Martes foina) oder Hausratten (Rattus rattus). Diese Landschaften ziehen auch Gartenschläfer (Eliomys quercinus) und Dachs (Meles meles) an, der als vom Aussterben bedroht gilt.
Alle Reptilien des Nationalparks sind geschützte Arten. Viele Versteckmöglichkeiten schützen diese Tiere vor der Sonne. Im Nationalpark leben z. B. Glattnattern (Coronella girondica). Diese harmlosen Schlangen können bis zu 2 m lang werden. Auch verschiedene Eidechsenarten sind hier vertreten wie die Perleidechse (Timon lepidus) sowie kleine Geckos wie der Mauergecko (Tarentola mauritanica) und der Europäische Blattfingergecko (Euleptes europaea).
Die Calanques sind der Lebensraum vieler Vögel. Einige Zugvögel legen nur einen Zwischenstopp ein, andere Vögel leben hier dauerhaft. Unter allen erfassten Arten gibt es 25, die in Frankreich geschützt sind, sechs die in ganz Europa geschützt sind, und zehn, die als vom Aussterben bedroht gelten. Der Sturmwellenläufer (Hydrobates pelagicus ssp. melitensis) lebt in Frankreich nur im Nationalpark. Von den Mittelmeer-Sturmtauchern (Puffinus yelkouan) lebten 2008 nur noch 30–40 Paare auf der Insel Riou. Die Mittelmeermöwe (Larus michahellis) war Anfang des 20. Jahrhunderts fast ausgestorben. Sie erlebt seit einigen Jahrzehnten einen Wiederaufschwung und wird teils als invasiv gesehen. Sie besiedelt inzwischen auch das Landesinnere des Nationalparks, da es an der Küste keinen Platz mehr für sie gibt. Zu den in der Garrigue vorkommenden Arten gehören beispielsweise das Rothuhn (Alectoris rufa) und die Zaunammer (Emberiza cirlus). In den Tälern leben Schwarzkehlchen (Saxicola rubicola) und Girlitz (Serinus serinus). In den Kiefernwäldern ist der Häherkuckuck (Clamator glandarius) zu Hause, während Wiedehopf (Upupa epops) und Steinkauz (Athene noctua) in offenen Flächen leben. Die höheren Lagen sind die Heimat des Wanderfalken (Falco peregrinus), des Uhus (Bubo bubo) und des Kolkraben (Corvus corax).
Viele wirbellose Tiere haben sich sehr gut an das trockene Klima der Calanques angepasst. Es sind in der Regel kleine, nachtaktive Tiere, die sich tagsüber unter Steinen und Felsen verstecken. Die meisten dieser Tiere sind Käfer, wie der Große Eichenbock (Cerambyx cerdo), oder Lepidopteren, d. h. Schmetterlinge und vor allem Kleinschmetterlinge. Man findet außerdem den ungiftigen Feldskorpion (Buthus occitanus), aber auch für den Menschen gefährlichere Arten.

### Maritimer Lebensraum
Aufgrund der Einzigartigkeit des maritimen Lebensraums im Nationalpark Calanques hat die Europäische Union dort 14 Lebensräume als „selten und empfindlich“ eingestuft. Diese können zusammengefasst werden in Unterwasser-Canyons, Korallenriffe, Lockerer Meeresboden, Felsiger Untergrund, Kalkpolster, Unterwasserhöhlen, Seegraswiese und Freiwasser.
Tiefseegräben

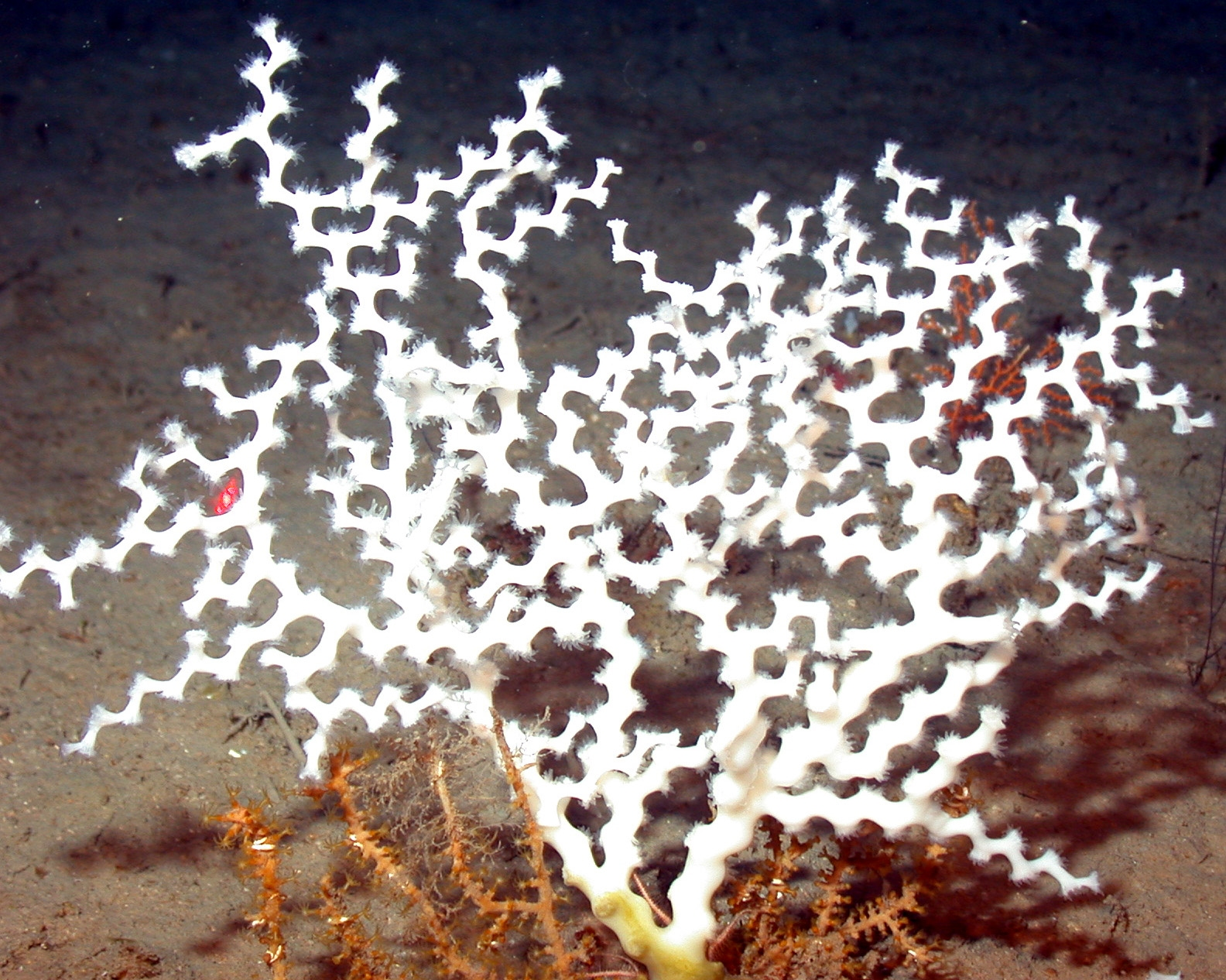
Tiefsee Koralle Madrepora oculata, die in Tiefen von 50 bis 1600 m vorkommt

Die Tiefseegräben sind im Park ein Ort vielfältigen Lebens. Die Gräben sind tiefe Einbuchtungen im Meeresboden, die bis in Tiefen von 1500 m reichen. Sie begünstigen den Austausch von organischem Material und Sauerstoff zwischen Meeresoberfläche und Meeresboden. Die Eingänge der Gräben beherbergen vielseitige Lebensformen, die eine Nahrungskette bilden bis hin zu den Säugetieren.
Korallenbänke

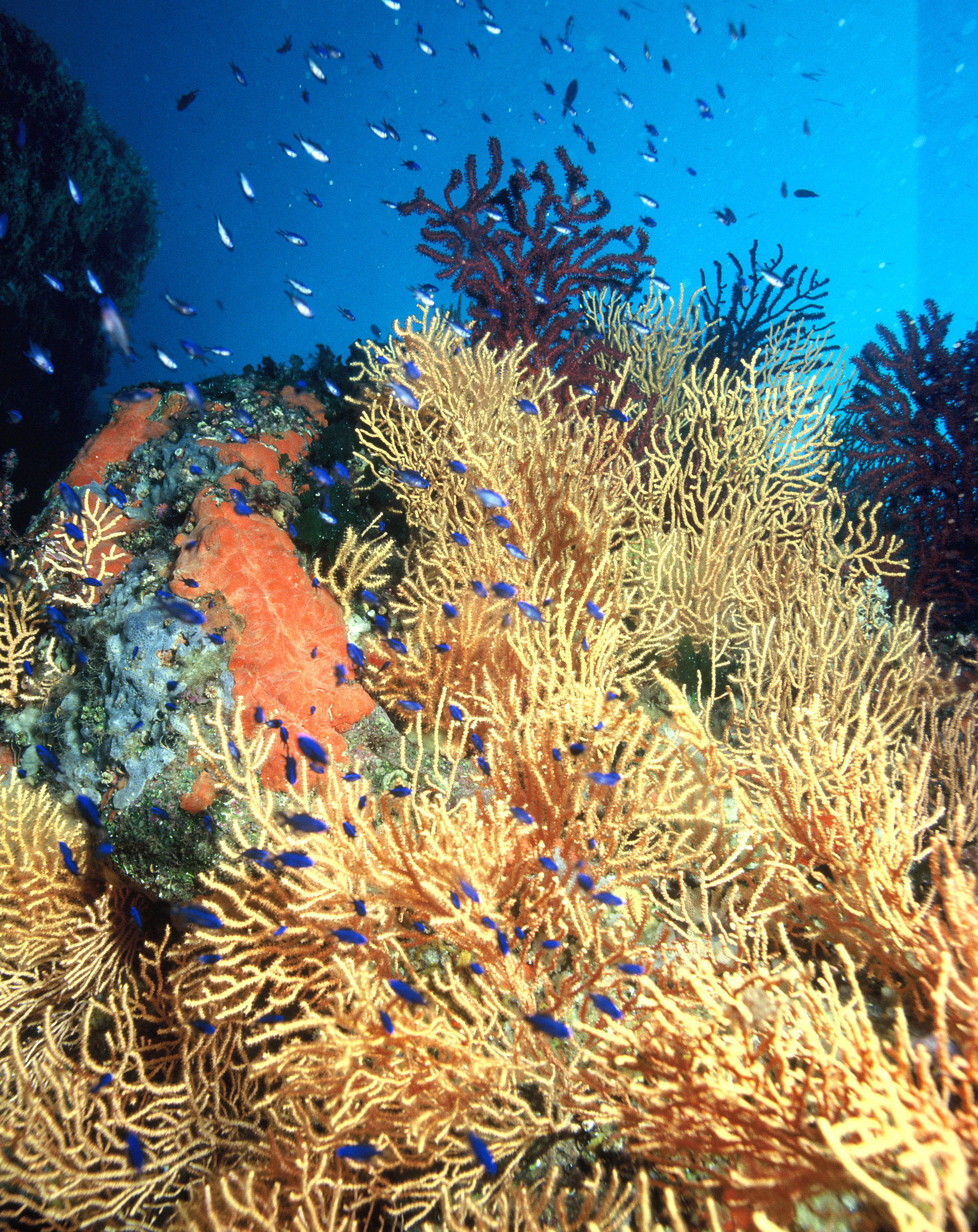
Koralle Eunicella cavolinii, die in Tiefen von 10—100 m lebt

Die Korallenbänke sind im Mittelmeer ein wichtiges Ökosystem. Sie sind von Kalkalgen und anderen lebenden Organismen gebildete Lebensräume, die sich in Tiefen von 20 bis 120 m befinden. Die Korallenriffe des Nationalparks beherbergen dauerhaft oder vorübergehend 15 bis 20 % der bekannten Arten des Mittelmeers, das entspricht mehr als 1700 Arten.
Lockerer Meeresboden
Dieser Meeresboden breitet sich von den Stränden bis in abyssale Tiefen aus. Er besteht aus beweglichen Sedimenten mit Korngrößen von Sand bis Kieselsteinen. Sie bilden ebene Oberflächen des Meeresbodens, die Strömung und Wellengang ausgesetzt sind und keine offensichtlichen Schutzzonen aufweisen. Die dort lebenden Organismen entwickelten zwei Überlebensstrategien: Sie gruben sich in den Sand ein oder sie entwickelten Imitations- und Tarnmechanismen.
Felsiger Untergrund
Das felsige Land geht an der Küstenlinie in den felsigen Meeresboden über und setzt sich bis in die tiefsten Tiefen fort. Der felsige Meeresboden bildet sehr variable Landschaften und bietet Schutzräume für die Biodiversität. Die sehr seichten bis wenig tiefen, stark beleuchteten und strömungsabhängigen Meeresböden beherbergen zahlreiche Jungtiere. Weiter in der Tiefe sind die Felsen mit mehr oder weniger dichtem Seegras bewachsen, das Unterschlupf für viele Tierarten bietet.
Kalkpolster
Die Kalkformationen entlang der Felsenküste sind ein Rückzugsort für viele Algenarten. Lithophyllum byssoides ist eine Kalkalge mit roten, rosafarbenen und weißen Schattierungen. Sie gehört zur Gattung der Rotalgen aus der Familie der Corallinaceae und gilt als biokonstruktiv. In der Brandungszone der Calanque bildet sie entlang von Felsen lokale Vorsprünge aus Kalkstein, die „Trottoirs“ (Bürgersteige) genannt werden. Diese Kalkkonstruktion ist so hart wie Fels und besitzt eine wabenförmige Porenstruktur mit kleinen, aufrechten Lamellen, in denen eine Vielzahl von Organismen leben.
Unterwassergrotten und -höhlen
Unterwassergrotten haben einzigartige Lebensbedingungen. Die im Halbdunkel liegenden Grotten und Höhleneingänge sind mehr oder weniger dem Licht ausgesetzt. Dieses Halbdunkel existiert auch unter Überhängen und schattigen, vertikalen Felsabbrüchen. In den dunklen Teilen der Höhlen herrschen Umweltbedingungen, die denen der Tiefsee ähneln können. Hier leben eine Vielzahl von Organismen, die von den örtlichen Lebensbedingungen der jeweiligen Höhle abhängen wie z. B. der Strömung (strömendes oder stagnierendes Wasser) oder der Wassertemperatur. Viele seltene Arten mit manchmal außergewöhnlichen Eigenheiten sind hier endemisch oder leben sonst nur in großen Tiefen wie z. B. der kaum 2 cm lange, karnivore Schwamm Lycopodina hypogea.
Seegraswiesen

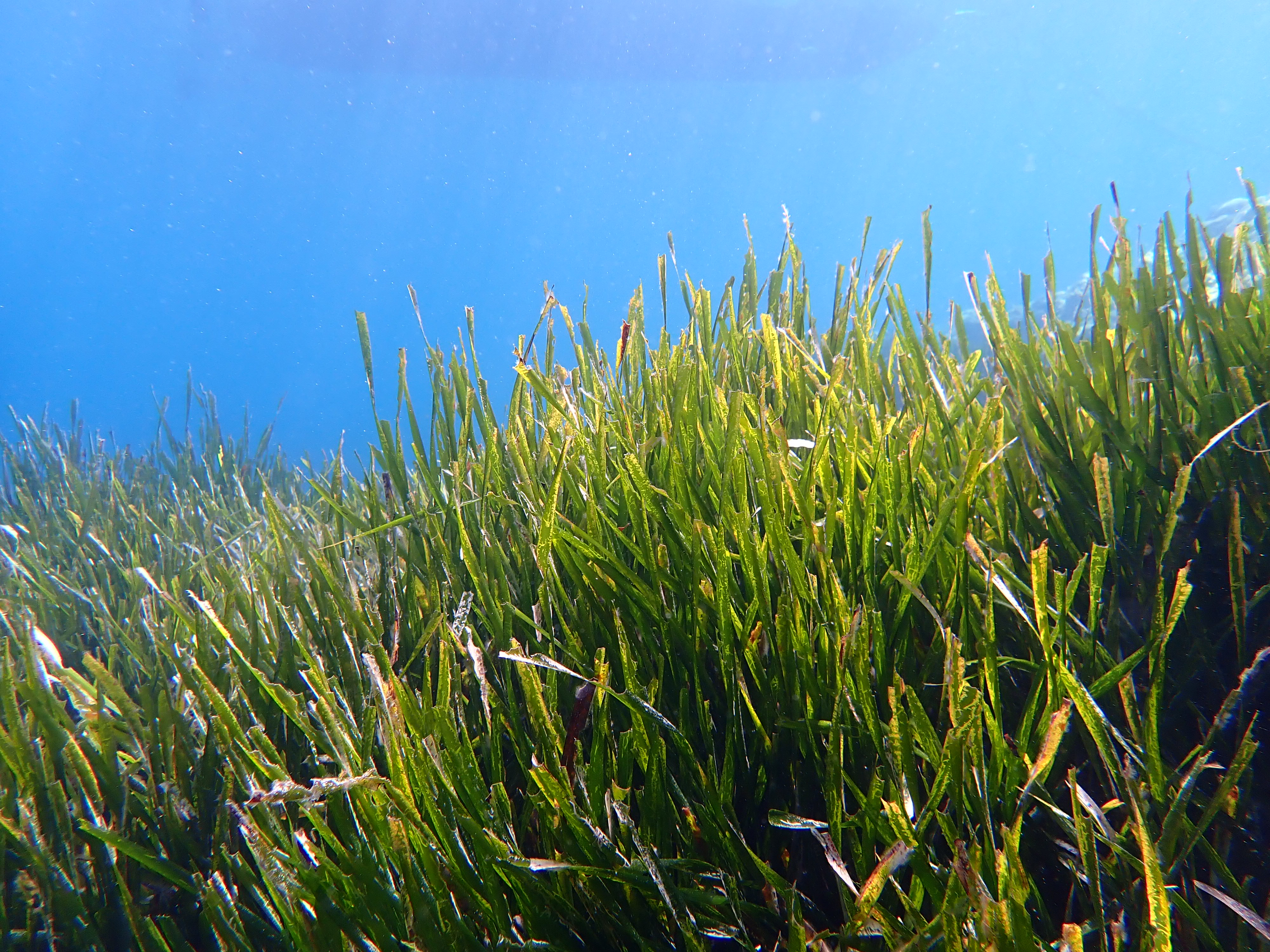
Neptungras Posidonia oceanica bei La Ciotat

Seegraswiesen sind ein emblematischer Lebensraum des Mittelmeers. Sie werden von Neptungras (Posidonia oceanica) gebildet. Diese Unterwasserpflanze braucht Licht zum Leben und wächst in geringen Tiefen von bis zu 40 m. Neptungraswiesen stellen eines der dynamischsten und produktivsten Ökosysteme der Erde dar, in dem eine vielfältige Fauna und Flora angezogen und konzentriert wird. Die langen Blätter des Neptungrases beherbergen über 400 Algenarten und Tausende von Tieren finden in den Seegraswiesen Schutz (Fische und Muscheln, Salpen, Seeigel und Krebse). Hier leben auch Prädatoren wie Stachelmakrelen und Meerbarben. Die Seegraswiesen bilden auch einen hydrodynamischen Schutz des Küstenstreifens vor den Wellen und Strömungen. Sie wirken wie Stoßdämpfer, wenn sich im Winter ganze „Bänke“ abgestorbener Blätter der Posidonia an den Stränden ansammeln. Die ökologische Rolle der Seegraswiesen ist anerkannt, und sie stehen auf europäischer Ebene unter Schutz.
Freies Wasser

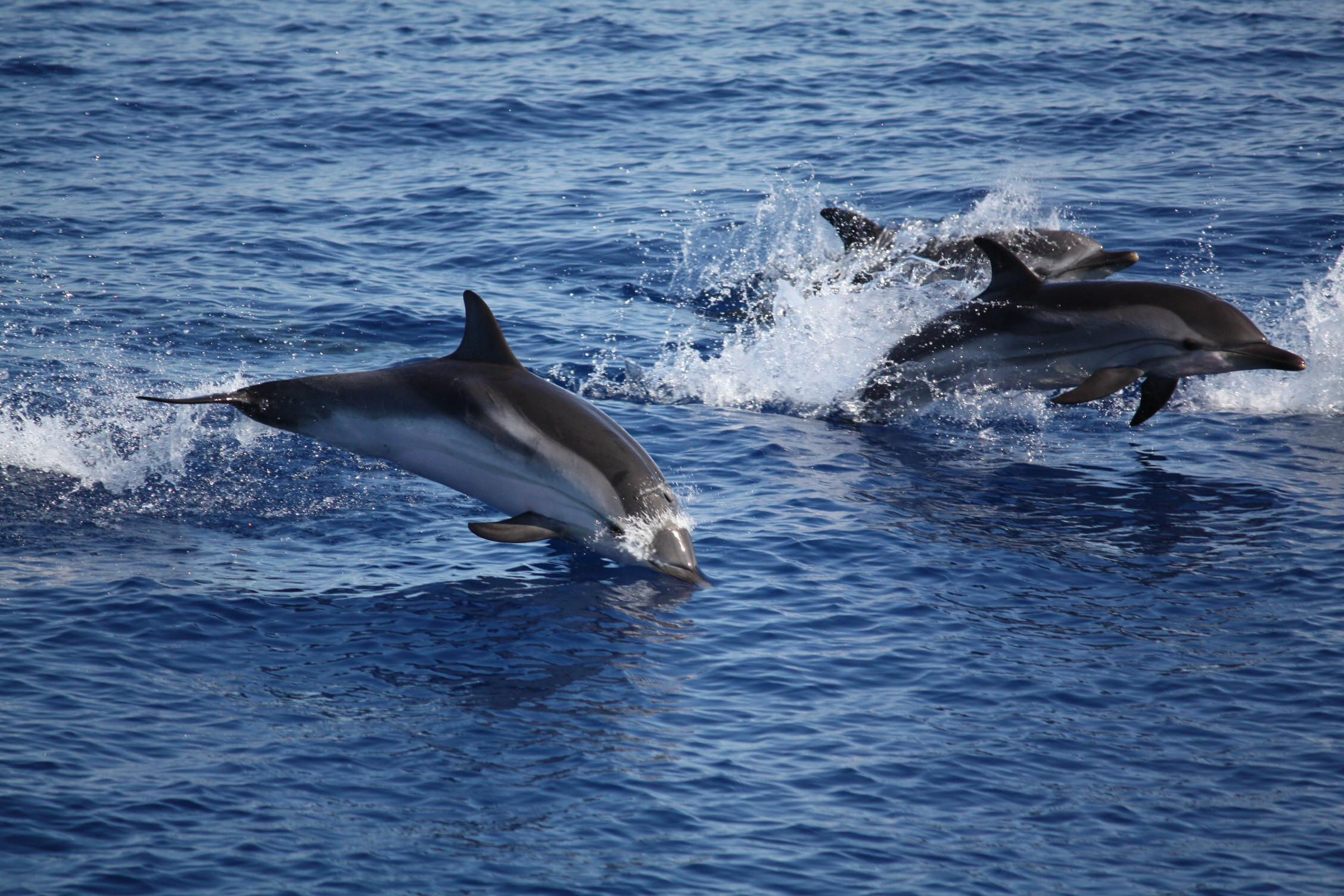
Der Blau-Weiße Delfin kommt vor der Calanques-Küste vor

Der Begriff „freies Wasser“ bezeichnet die Wassersäule zwischen dem Meeresboden und der Meeresoberfläche. Hier leben und ernähren sich zahlreiche Organismen. Deren Variabilität reicht von Mikroorganismen wie Plankton, das mit der Strömung treibt, bis hin zu größeren Lebewesen, die sich einzeln oder in Schwärmen fortbewegen. Hierzu gehören Fische, Meeres-Säugetiere (Delfine und Wale) und Kopffüßer. In diesem sogenannten pelagischen Bereich betreibt der Mensch Fischfang.
Wichtige Vertreter der Pflanzen- und Tierwelt
Fast 60 Pflanzen- und Tierarten sind Forschungsschwerpunkte oder genießen Schutzstatus. Darunter befinden sich die Grünalge (Caulerpa prolifera), die Rotalge (Lithophyllum lichenoides), das Neptungras (Posidonia oceanica), die rote Koralle (Corallium rubrum), Neptunschleier (Reteporella grimaldii), Stachelauster (Spondylus gaederopus), Steindattel (Lithophaga lithophaga), Edle Steckmuschel (Pinna nobilis) und Knotentragende Tritonschnecke (Charonia lampas). Zu den essbaren Krustentieren gehören Kleiner Bärenkrebs (Scyllarus arctus) und Großer Bärenkrebs (Scyllarides latus) sowie die Große Seespinne (Maja squinado), die Gewöhnliche Languste (Palinurus elephas) und der Europäische Hummer (Homarus gammarus) sowie der Diademseeigel (Familie Diadematidae ) und die Seefeige (Microcosmus sabatieri). Die Gerippte Napfschnecke (Patella ferruginea) scheint durch Überfischung ausgestorben zu sein.
Einige Fischarten sind bedroht wie der Braune Zackenbarsch (Mycteroperca marginatus), der Meerrabe (Sciaena umbra), die Zahnbrasse (Dentex dentex) und das Seepferdchen (Hippocampus guttulatus).
Zu den Arten, die manchmal in den Küstengewässern angetroffen werden, gehören die Unechte Karettschildkröte (Caretta caretta) und Delfine (Delphinidae). Die letzte Mittelmeer-Mönchsrobbe (Monachus monachus) der Calanques wurde um 1945 getötet.

## Wissenschaftliche Begleitung des Artenschutzes
Langzeitbeobachtungen überwachen die Populationsdynamik mehrerer Arten, welche den Zustand der Lebensräume und den Erhaltungszustand dieser Arten anzeigt. Im Jahr 2020 wurden acht Langzeitmonitorings durchgeführt, nämlich die Überwachung
- der Fortpflanzung des Habichtsadlers. Der Habichtsadler ist ein sehr seltener Brutvogel. Er gilt als einer der am stärksten bedrohten Greifvögel Frankreichs. Die französische Population des Habichtsadlers stieg von 33 Paaren im Jahr 2015 auf 41 Paare im Jahr 2020. Im Jahr 2020 war die Brut des Habichtsadlerpaares des Nationalparks mit zwei ausgewachsenen Jungadlern erfolgreich.[63]
- der Fortpflanzung des Wanderfalken. Der Wanderfalke ist national geschützt und wird auf der Roten Liste der Brutvögel der Region Provence-Alpes-Côte d’Azur als gefährdet und mit einem sehr hohen lokalen Erhaltungswert eingestuft. Er lebt an den Küstenfelsen der Calanques. Ein Brutmonitoring erfasst die Anzahl der Brutpaare und die Reproduktionsrate der Vögel. Im Jahr 2020 wurden 13 bekannte Vorkommen des Wanderfalken überwacht, unter denen sich sieben Brutpaare befanden.[63]
- häufiger Vögel. Der Nationalpark nimmt seit 2010 an einem nationalen Programm teil, in dem die räumlichen und zeitlichen Schwankungen der Abundanz von Nistpopulationen häufiger Vögel bewertet werden (STOC-Programm).[64] Es basiert auf Lausch-Punkten (STOCEPS, Simple Ponctual Sampling), an denen jedes Frühjahr alle gesichteten und gehörten Vögel dokumentiert werden. Die Referenzfläche, ein sogenanntes STOC-Quadrat, enthält 12 Lausch-Punkte. Im Jahr 2020 wurden 23 Arten nachgewiesen. Grasmücken und Nachtigall gehören zu den am häufigsten beobachteten Arten, Mauersegler und Felsenschwalben wurden 2020 praktisch nicht registriert.[63]
- der Populationsdynamik von Sturmtauchern. Sepiasturmtaucher (Calonectris diomedea) und Mittelmeer-Sturmtaucher (Puffinus yelkouan) sind Seevögel und entfernte Verwandte der Albatrosse. Sie sind auf nationaler Ebene geschützt und stehen als gefährdet auf der Roten Liste der Brutvögel der Region Provence-Alpes-Côte d’Azur. Dem Nationalpark unterliegt die Erhaltung der Sturmtaucherpopulationen, deren Populationsdynamik auf den Inseln vor Marseille unter der Schirmherrschaft des „Centre de Recherches sur la Biologie des Populations d’Oiseaux“ durch Brutüberwachung und Fang-Markierungs-Wiederfang-Operationen (CMR-Operationen) überwacht wird.[63][65] Im Jahr 2020 wurden durch die CMR-Operationen 278 Individuen des Sepiasturmtauchers auf den Riou- und Frioul-Archipelen und 49 Individuen des Mittelmeer-Sturmtauchers auf dem Riou-Archipel gefangen. Die Nachverfolgung ergab, dass aus den Kolonien mindestens 329 Küken des Sepiasturmtauchers und 15 Küken des Mittelmeer-Sturmtauchers flügge wurden. Der Bruterfolg der Sturmtaucher blieb 2020 im Durchschnitt über der kritischen Schwelle von 0,5 ausgewachsenen Küken pro Brutpaar. Die Population der Mittelmeer-Sturmtaucher erreichte aber nur einen Wert von 0,43 und die Kolonie der Sepiasturmtaucher auf dem Frioul-Archipel nur 0,51. Eingeschleppte verwilderte Hauskatzen und Ratten sowie menschliche Störungen werden als Gründe für das Scheitern der Brut angeführt.[63]
- des Brutbestands des Sturmwellenläufer. Der Sturmwellenläufer (Hydrobates pelagicus ssp. melitensis) ist eine endemische Unterart des Mittelmeers. Er ist der kleinste Seevogel Europas. Er nistet in Frankreich nur auf den korsischen Inseln und dem Riou-Archipel. Seine Verbreitung ist noch nicht genau bekannt. Auf dem Riou-Archipel wird die Nistpopulation durch Zählen der besetzten Nester überwacht. Im Jahr 2021 wurden auf dem Archipel mindestens sechs bis acht Brutpaare gezählt. Die Präsenz von Ratten und der Mittelmeermöwe (Larus michahellis) wirkt sich spürbar auf den Bruterfolg aus.[63]
- der Brutbestände der Desmarest-Krähenscharbe. Die Desmarest-Krähenscharbe (Gulosus aristotelis desmarestii) ist eine endemische Unterart der Krähenscharbe. Sie ist national geschützt und auf der Roten Liste der Brutvögel der Region Provence-Alpes-Côte d’Azur als gefährdet eingestuft. Die Anzahl der Brutpaare und Jungvögel wird seit 1999 für den Riou-Archipel und seit 2010 für den Frioul-Archipel erfasst. Die Brutbestände nehmen auf beiden Archipelen stetig zu. Es wurden insgesamt 39 Brutpaare mit mindestens 45 ausgewachsenen Jungvögeln gezählt. Die Ansiedlung der Desmarest-Krähenscharbe an der Festlandküste ist gelungen.[63] Hier wurden besondere Schutzmaßnahmen ergriffen, wie lokale und zeitlich begrenzte Zugangs- und Kletterverbote in der Brutzeit.[66]
- des Transits der Langflügelfledermaus. Die Langflügelfledermaus (Miniopterus schreibersii) ist eine streng höhlenbewohnende, mediterrane Herdenfledermaus. Die Erhaltung der Art ist im nationalen und regionalen Aktionsplan für Fledermäuse (Plans nationaux d’actions und Plans régionaux d'actions Chiroptères) als prioritär eingestuft.[63] Der Transit erfolgt während der Wanderung zwischen den Orten des Winterschlafs und der Aufzucht. Die gesamten Populationen der Region Provence-Alpes-Côte d’Azur scheinen durch die Benutzung der Frühjahrs- und Herbstdurchgangsquartiere miteinander in Verbindung zu stehen. Die Populationen der beiden Transitquartiere auf dem Gebiet des Nationalparks (Grotte Rolland und Grotte des Espagnols) werden im Frühjahr und im Herbst beim Verlassen der Nachtquartiere auf Sicht gezählt, unterstützt durch einen automatischen Ultraschallrekorder. Die Zahl der durchziehenden Tiere in der Rolland-Höhle ist rückläufig (Stand 2020), was wahrscheinlich auf Störungen durch Menschen zurückzuführen ist.[63]
- der Populationsdynamik des Pfriemenblättrigen Wegerichs. Der Pfriemenblättrige Wegerich (Plantago subulata) ist eine regional geschützte Pflanzenart mit einem, gemäß Natura 2000, sehr hohen lokalen Erhaltungsbedarf. Phrygana ist sein bevorzugter Lebensraum. Die Art kommt an der Festlandküste relativ häufig vor, wird aber auf den Inseln immer seltener. Die seit dem Jahr 2003 von der Region Provence-Alpes-Côte d’Azur initiierten Überwachungen zeigten bis 2015 an 12 bekannten Standorten auf der Insel Frioul einen Rückgang der Bestände um 72 % (521 bzw. 146 lebende Pflanzenbestände). Die detaillierte Bestandsaufnahme der Bestände, ihrer Erhaltungszustände und ihrer räumlichen Verteilung wurde 2018 für alle Standorte durchgeführt. Die seit 2019 durchgeführten Überwachungen zeigen die Fortsetzung des Rückgangs mit 76 Standorten im Jahr 2019 und 73 im Jahr 2020.[63]

## Tourismus
Der Tourismus im Nationalpark und die damit verbundene Belastung der Natur ist im Hauptartikel Calanques unter Tourismus beschrieben.

## Freizeitaktivitäten im Nationalpark
Mögliche Freizeitaktivitäten im Nationalpark sind im Hauptartikel Calanques unter Aktivitäten zu finden.